# 大本型

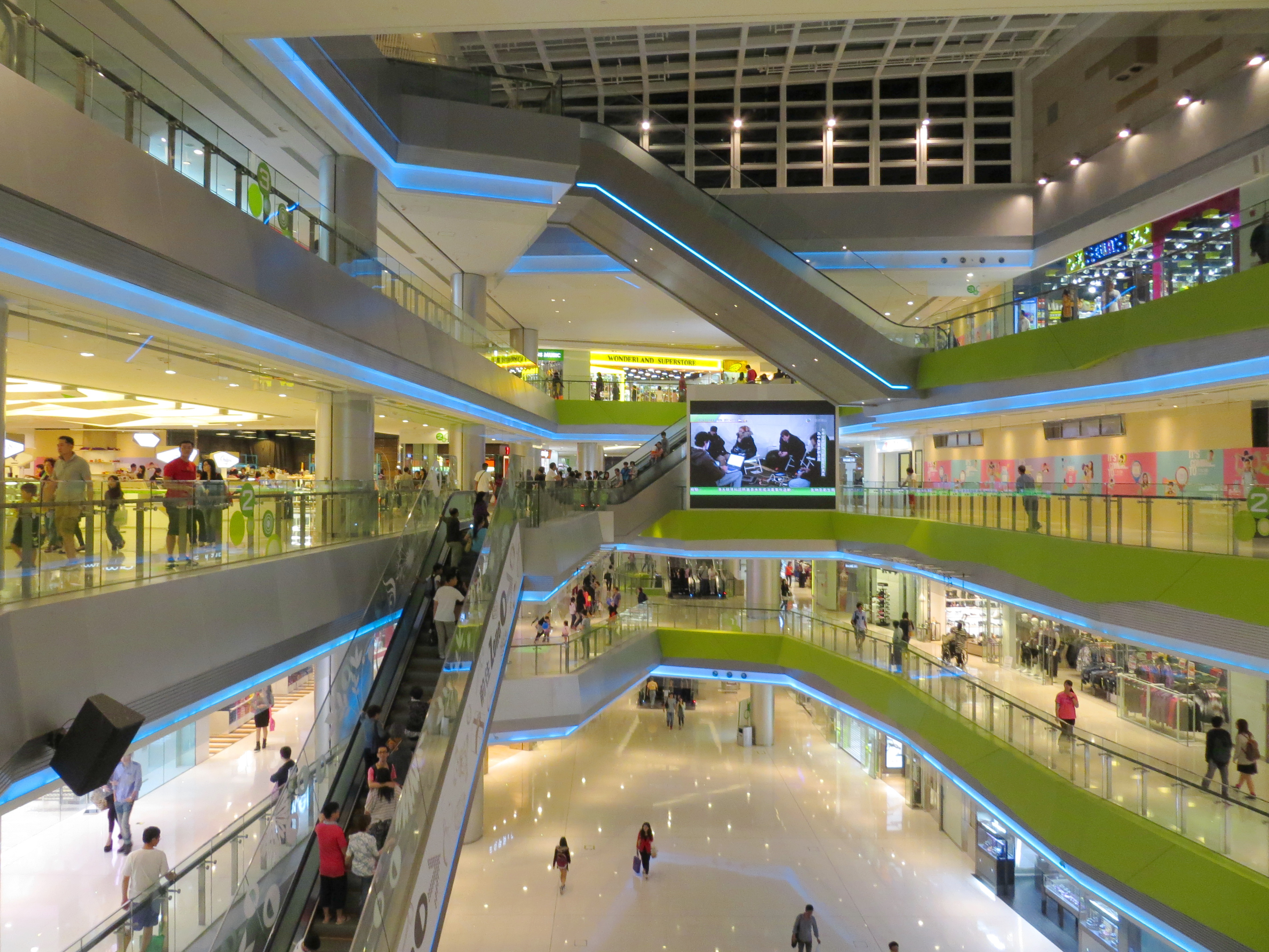
大本型中庭（2012年）

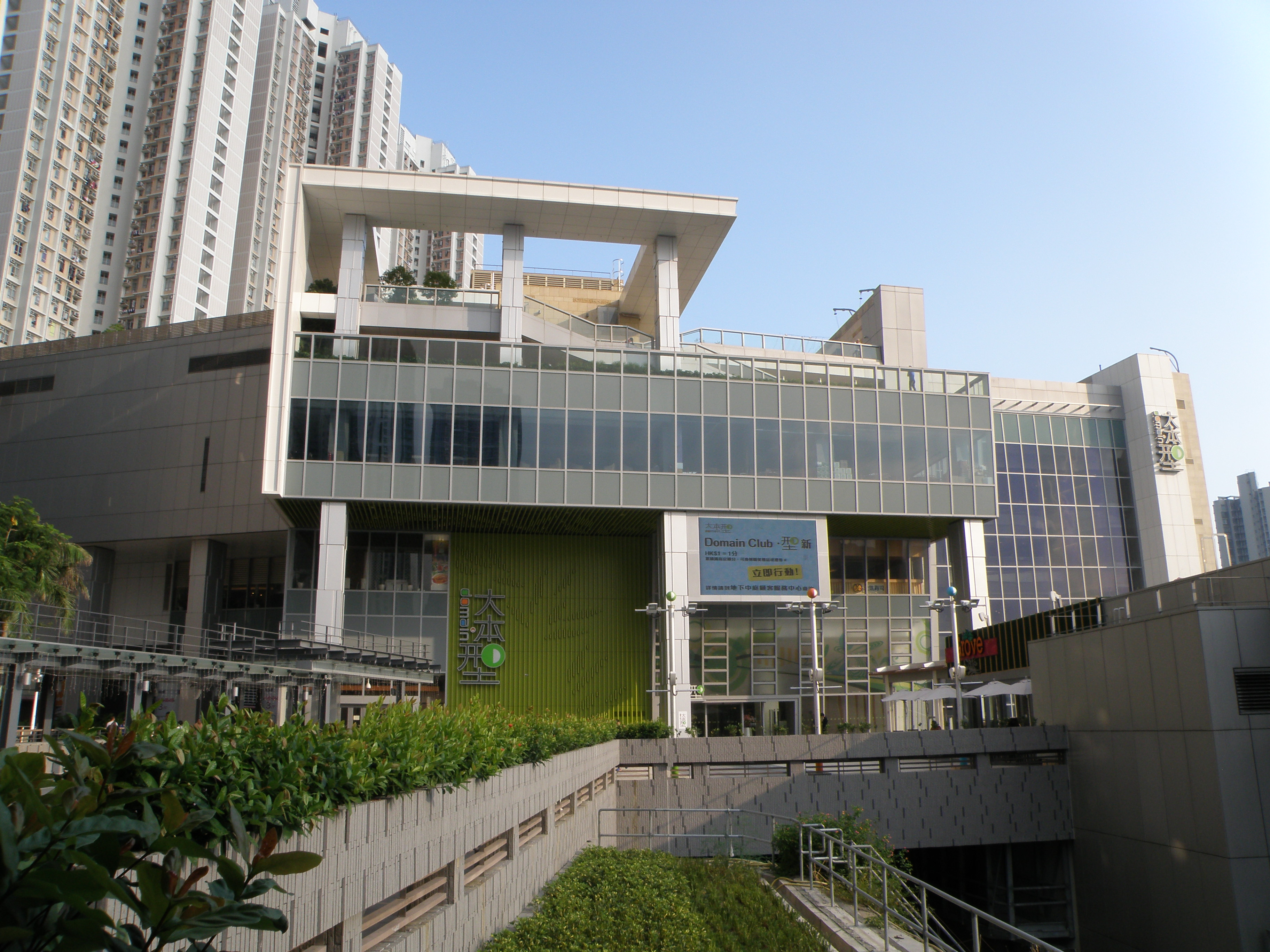
大本型西北面外觀全貌

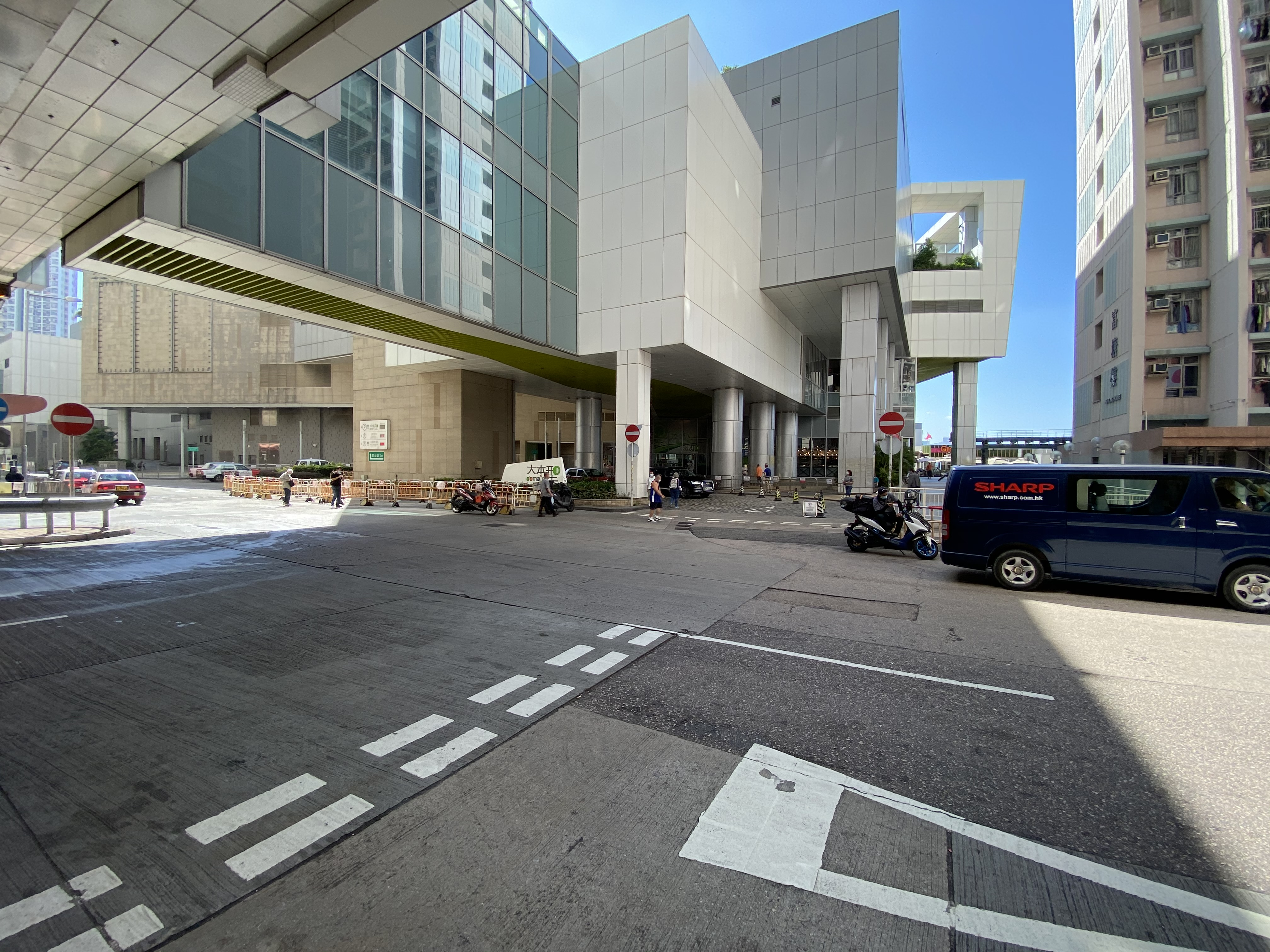
大本型東北面外貌

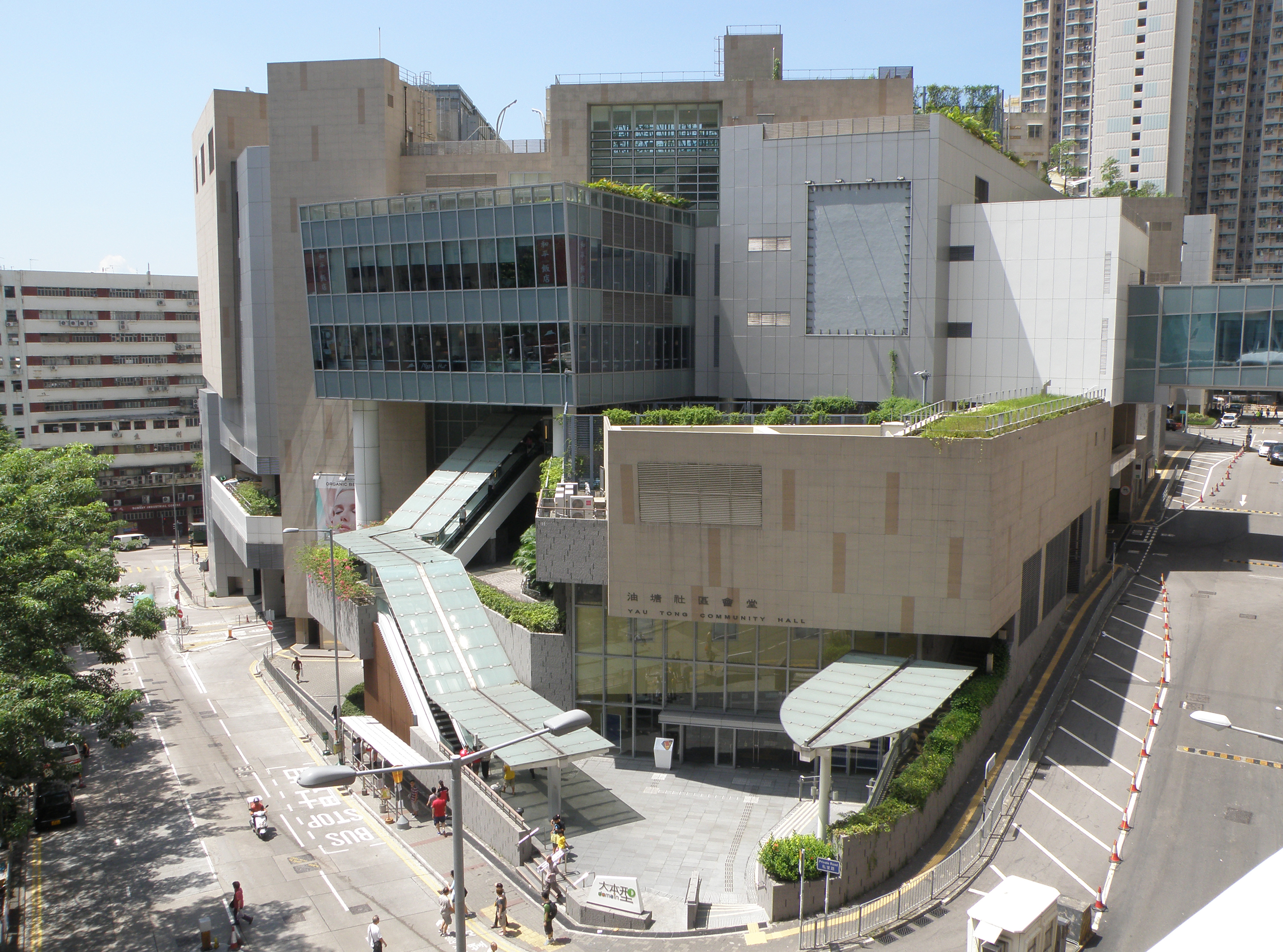
大本型東南面外觀全貌

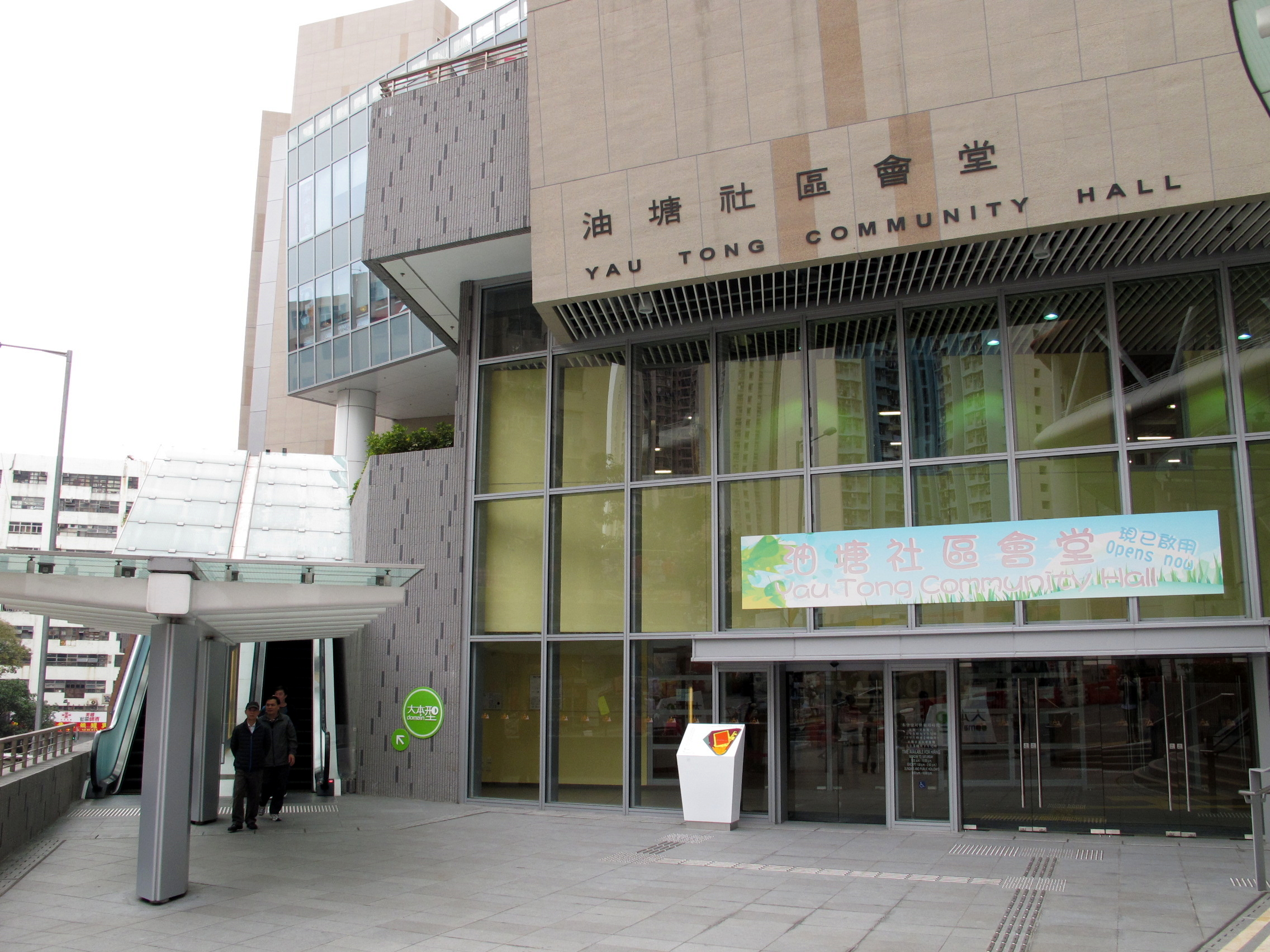
大本型基座東南面設油塘社區會堂

大本型（英語：Domain） 是香港九龍東部觀塘區的其中一座大型購物商場，位於九龍油塘高超道38號，項目編號為KL34。大本型鄰近港鐵油塘站，樓高8層，總面積達484,380平方呎，可以供出租樓面面積達247,572平方呎，設有約150間商舖及食肆，是香港房屋委員會持有最大的商場，也是它唯一的旗艦商場。目前商場的最大租戶是AEON STYLE。
商場的特色為空中花園及裝設多個具備創意的藝術裝置，並備有多項娛樂設施，包括互動遊戲地帶、露天多功能球場等。

## 簡介

### 一般資訊
大本型為房委會向領展出售旗下商場及停車場後首個大型商場項目，共有十層（官方列出的樓層數目為八層），分別為港鐵層（MTR/F）、LG2、LG1、G/F、M/F、1/F、2/F、3/F、R/F及UR/F，總面積達484,375平方呎。
商場分6大主題區域，銳意主打年輕和中生代客群，分別為「便利大本型」、「姿彩大本型」、「潮流大本型」、「家庭大本型」、「新一代大本型」及「派對大本型」；每個樓層都設置不同藝術裝置，務求讓顧客能感到商場的特色和活力（唯部份藝術品以維修理由而被拆卸）。天台設有空中花園、綠化地帶及戶外表演場地。
商場與港鐵油塘站A出口連接，並設有公共運輸交匯處於MTR層；由於大本型位處地點優越，鄰近的鯉魚門工廠區將會重新興建為大型住宅社區，加上具一定規模，故此房委會寓大本型為「東九龍太古城」。
現時商場營業時間為每日上午7時至晚上11時；晚上11時後只開放MTR層街舖部份、及來往公共運輸交匯處與茶果嶺道的通道。

### 歷史
大本型前身為油塘邨第17,19-21座，後來因為屋邨需重新發展而拆卸重建。

#### 原有規劃
舊油塘邨第17,19-21座的拆卸後，原有地皮便成為房委會的「油塘邨重建計劃（第4期）」項目。房委會早於1998年已經研究將油塘邨重建計劃第4期定為商業設施用途，並於同年通過該計劃之「設計綱要及經營可行性」，翌年通過該項目之設計圖則。
在原定規劃內，原本打算興建「鯉魚門廣場二期」，並由房委會總建築師（設計及標準策劃）負責總體設計。當鯉魚門廣場二期建成後，將會透過架空天橋連接毗鄰的地鐵油塘站及「油塘邨重建計劃（第5期）」之商場 - 鯉魚門廣場一期。
不過，房委會亦同時另行聘請周余石（香港）有限公司負責「鯉魚門廣場二期」的設計，可見本項目其實不止擁有一款設計概念；周余石的設計概念旨在將大樓之設計溶合週邊都市環境，並且考慮到讓商場更充滿現代獨特之氣息，所以不論在室內橢圓形入口大廊、室內場館、外牆上物料等均精心挑選。

#### 現時規劃
香港房屋委員會最終於2007年5月12日向城市規劃委員會申請興建「鯉魚門廣場二期」（即今天的大本型）。
雖然自房委會分拆出售物業、將其私有化並成立領展房地產投資信託基金後，鯉魚門廣場一期便順理成章轉售予領展，而尚未興建的第二期商場本來計劃與領展合作發展；但因為公眾對領展之不滿日益嚴重，其後房委會決定自行聘請顧問公司世邦魏理仕作房地產發展顧問及進行招租工作，並以設計與建造合約方式批予中國建築承建，再由承建商委托凱達環球（Aedas）建築師有限公司作建築設計，總共斥資15億港元興建。與此同時，原有計劃的全部設計（包括房委會總建築師及周余石建築事務所等設計）均沒有得以採納。
儘管大本型與鯉魚門廣場第一期再無直接關係，但不論是房委會建築師、周余石或凱達環球（Aedas）的建築設計當中，仍然設有多條室內架空天橋連接毗鄰的鯉魚門廣場，並考慮到與毗鄰商業設施融為一體。
商場於2012年9月29日開業，為區內增添大型消費場所。另外社區會堂位於商場基座，在同年11月5日開幕，由時任民政事務總署署長陳甘美華主持典禮。

#### 商場命名
商場落成之後並無使用「鯉魚門廣場第二期」之原有名字，而是正式命名為「大本型」、「Domain」（當中「Domain」為房委會內部命名比賽中獲選的名字，並曾以「天域」為建議中文名字，唯未成事）。當大本型竣工後，房委會決定於2012年9月29日試業，並於同年12月1日正式開幕，成為香港房屋委員會自分拆出售多個大型商場後、目前最大型的購物商場。

## 設計概念
商場由中國建築作整體承建，並由中國建築聘請凱達環球設計，旨在提升油塘之地區形象，為市民提供一個集方便、休閒、玩樂於一身的購物中心。據作品集所述在設計過程中為商場加入歡樂、創意、亙動等元素、並配合大自然的主題，令大本型有別於一般商場。可惜的是，建築之最終設計還是由承建商主導，故此設計理念難免受到限制、亦難以完全實行；另外，G層與1/F的連接途徑不完善、沒有考慮到訪人仕需要，同時受毗鄰街坊批評（例如連接地下與一樓的扶手電梯距離主入口較遠，反而主入口與「往2樓長扶手電梯」距離更近）。
商場的室內設計是取材自油塘內社區特色、並分為幾個特色區域，譬如引領人們從底層的「黃土礦石區（Mining Zone）」（LG2樓層）、到閃爍的「漁港（Ocean Zone）」（MTR層近交通交匯處扶手電梯）、再走到「開合揚舒適的綠化中庭（Modern Green destination）」（G樓天幕中庭）。
商場開業早期曾經設有以家庭為象徵的吉祥物雕塑，並放置於商場每個出入口、吸引顧客注意及停駐欣賞；後來被移走。

#### MTR層扶手電梯空間
該空間的天花及地下線條，旨在模仿波浪及漣漪、帶出海洋的感覺。

#### LG2層往油塘港鐵站通道
以前的油塘石壙礦資源豐富，在該通道的設計以礦石區為主。該通道以折曲的鋁板由室外延展到室內，希望帶領人們從車站進入商場內。

#### R層綠化屋頂
建築設計中包含綠化屋頂，是商場特色之一，讓老幼可以在這里相聚、嬉戲、遊玩。

#### 環保設計
商場設有多個環保設計，包括：
- 循環水系統，收集空調系統冷凝水作灌溉用途。
- 自然風系統，當室外溫度不高，就會打開外牆及中庭上空的窗戶，利用這些窗戶產生對流風以達到自然更換室內空氣，減少能源消耗
- 洗手間採用光導管照明，由天台採光，經光導管引入洗手間內，以減少能耗
- 玻璃幕牆及中庭玻璃天幕引入自然光，以減少商場使用人工照明

## 樓層、商戶與設施分佈
大本型提供約150個商舖；商場大部份樓層都有一個主題和獨特名稱；另外，大部份樓層皆有洗手間和商戶指南；以下為樓層分佈：
| 樓層（號碼）－主題名稱                   | 商戶類別                                                                                | 設施                                                               | 通往毗鄰地方                                               |
| 天台上層（UR/F）                         | （N/A）                                                                                 | 緩跑徑、小園圃、水資源收集循環系統、機房                           | （N/A）                                                    |
| 天台（R/F）－派對大本型                  | 餐廳（現時為銀杏館 婆婆廚房）                                                           | 空中花園、綠化地帶、戶外表演場地、籃球場、水池、遊樂設施、藝術裝置 | （N/A）                                                    |
| 三樓（3/F）－新一代大本型                | 餐廳、琴行、精品店、大型玩具與精品店、教育中心、室內遊樂場等                            | 藝術裝置、戶外休憩平台                                             | 油美苑                                                     |
| 二樓（2/F）－家庭大本型                  | 餐廳、超級市場、食品專門店、日常/個人護理用品店、教育中心、電器或電腦文儀店、沖印服務等 | 藝術裝置                                                           | 鯉魚門廣場、油美苑、油翠苑                                 |
| 一樓（1/F）－潮流大本型                  | 餐廳、麵包店、百貨公司、時裝店、電訊店、生活用品店、藥房等                              | 自動櫃員機、藝術裝置                                               | 鯉魚門廣場、鯉魚門邨、油美苑、油翠苑                       |
| 機電設備層（M/F）                        | （N/A）                                                                                 | 機房                                                               | （N/A）                                                    |
| 地下（G/F）（中庭核心部份） - 潮流大本型 | 餐廳、時裝店、美容中心、個人護理產品等                                                  | 詢問處、觸控式商場指南、藝術裝置                                   | 油塘社區會堂、油塘中心、高超道、鯉魚門邨、鯉魚門、三家村等 |
| 地下（G/F）（較低部份） - 潮流大本型     | 餐廳、電訊店、網上購物實體店                                                            | 互動藝術裝置、戶外廣場                                             | 油塘邨、鯉魚門廣場、大本型購物廊                           |
| 地下一層（LG1）                          | （N/A）                                                                                 | 停車場、自助郵件／提取貨物站                                       | 高超道                                                     |
| 地下二層（LG2）－姿彩大本型              | 餐廳、小食店                                                                            | 租戶服務處、保安室                                                 | 油塘站A出口                                                |
| 港鐵層（MTR Floor）－便利大本型          | 街舖（餐廳、便利店、麵包店、銀行等）、找換店、售票處和候車室                            | 自動櫃員機、油塘公共運輸交匯處                                     | 油塘站A出口                                                |

值得一提是，由於地勢關係、加上商場有兩個主要不同入口可供市民使用，商場的樓層命名方式與次序和一般的商場不同。

### MTR層 便利大本型
該層商舖以街舖為主，包括聖安娜餅屋、鯉魚門紹香園、食家優惠店、貢茶、柏檔極品海南雞飯、OK便利店、爭鮮外帶壽司及euro gogo等，亦設有東九龍快綫售票處和候車室。
商場設出入口連接油塘公共運輸交匯處、港鐵油塘站及樓梯往茶果嶺道，方便遊人乘搭港鐵及公共交通工具。由於鄰近地鐵站，通往LG2層及G層露天廣場的扶手電梯已重新開放，顧客可直接經該組扶手電梯前往商場其他樓層和油塘邨等地，因此該層人流較多。

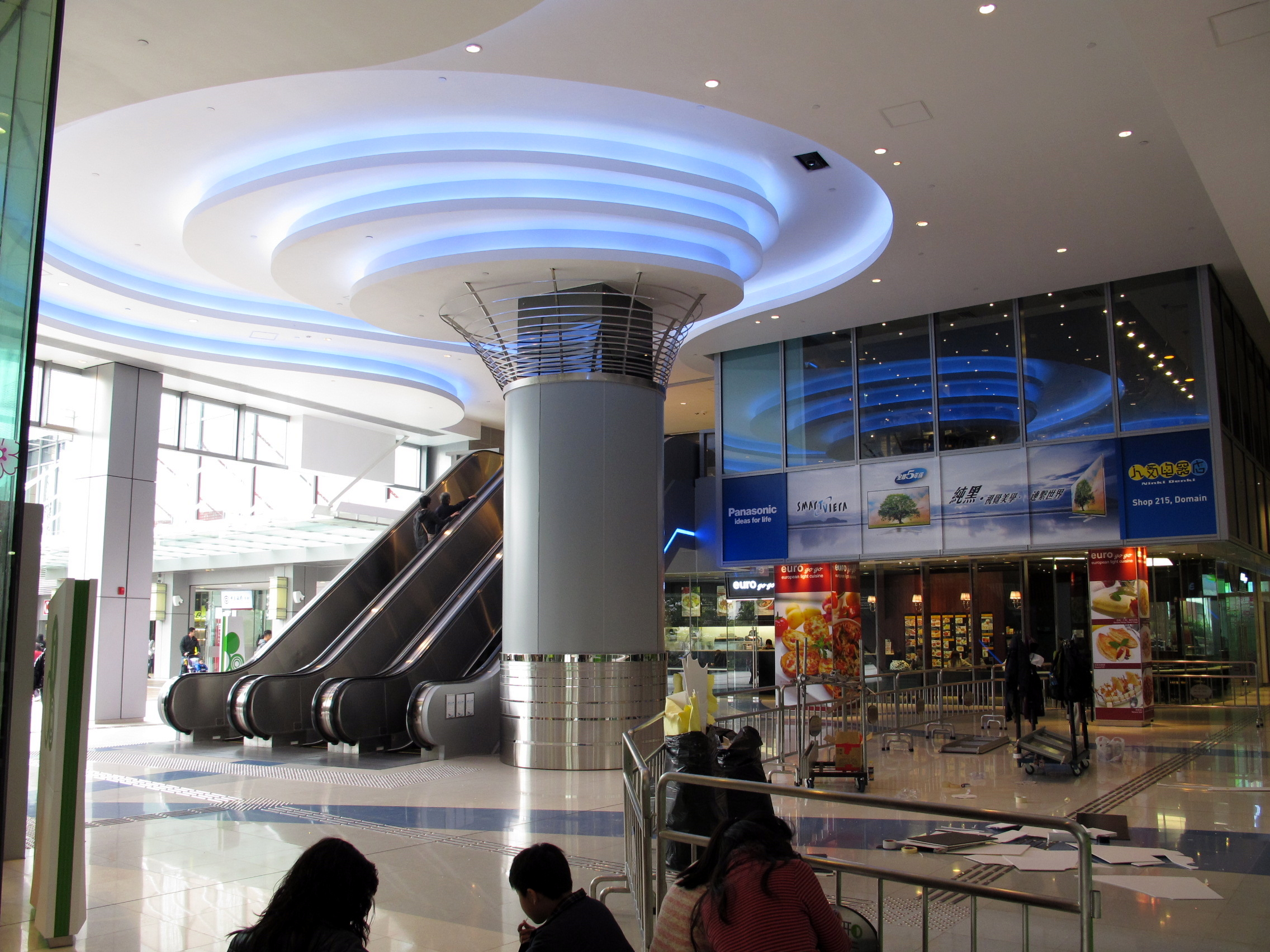
MTR層入口中庭
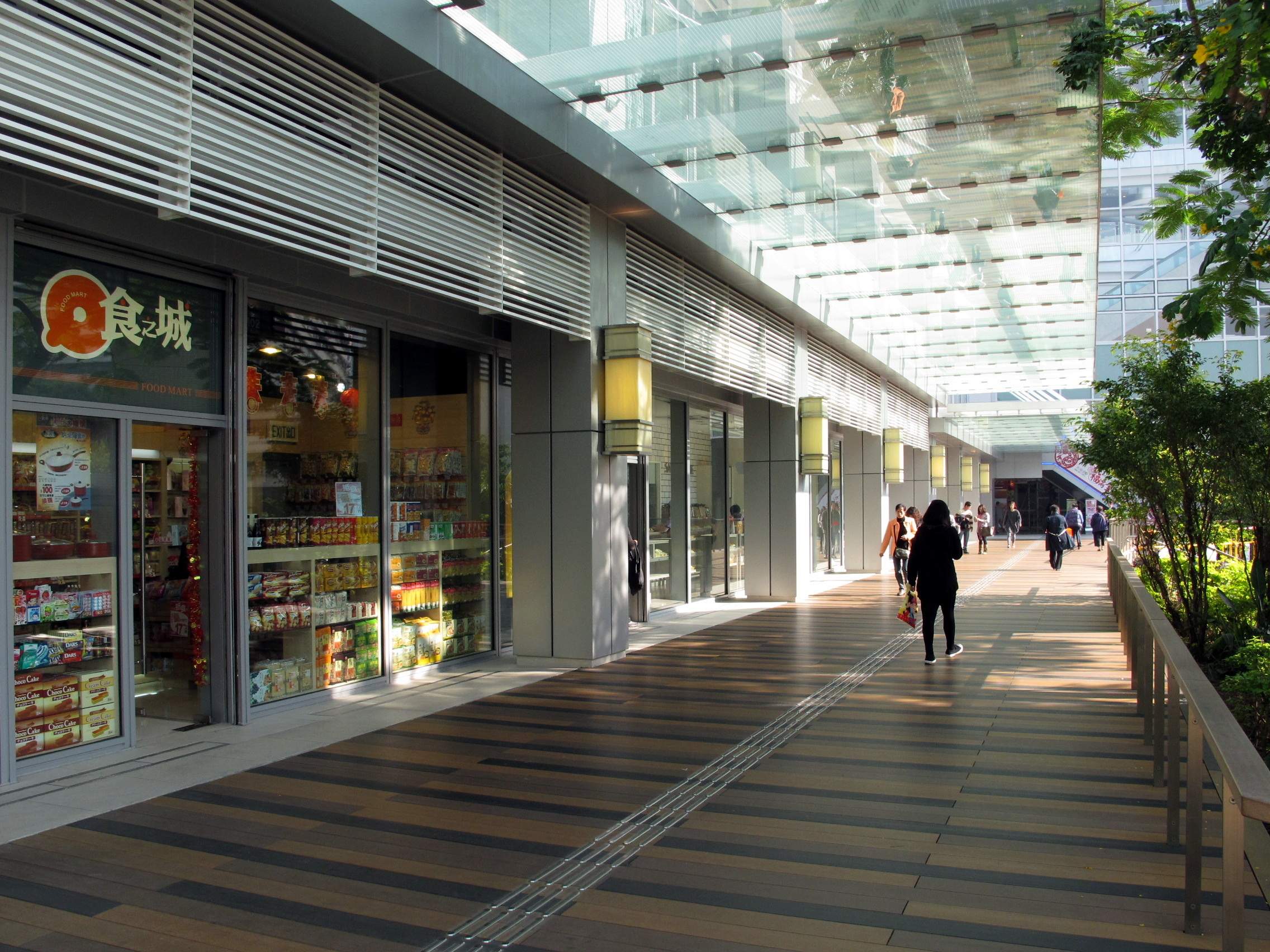
MTR層商店
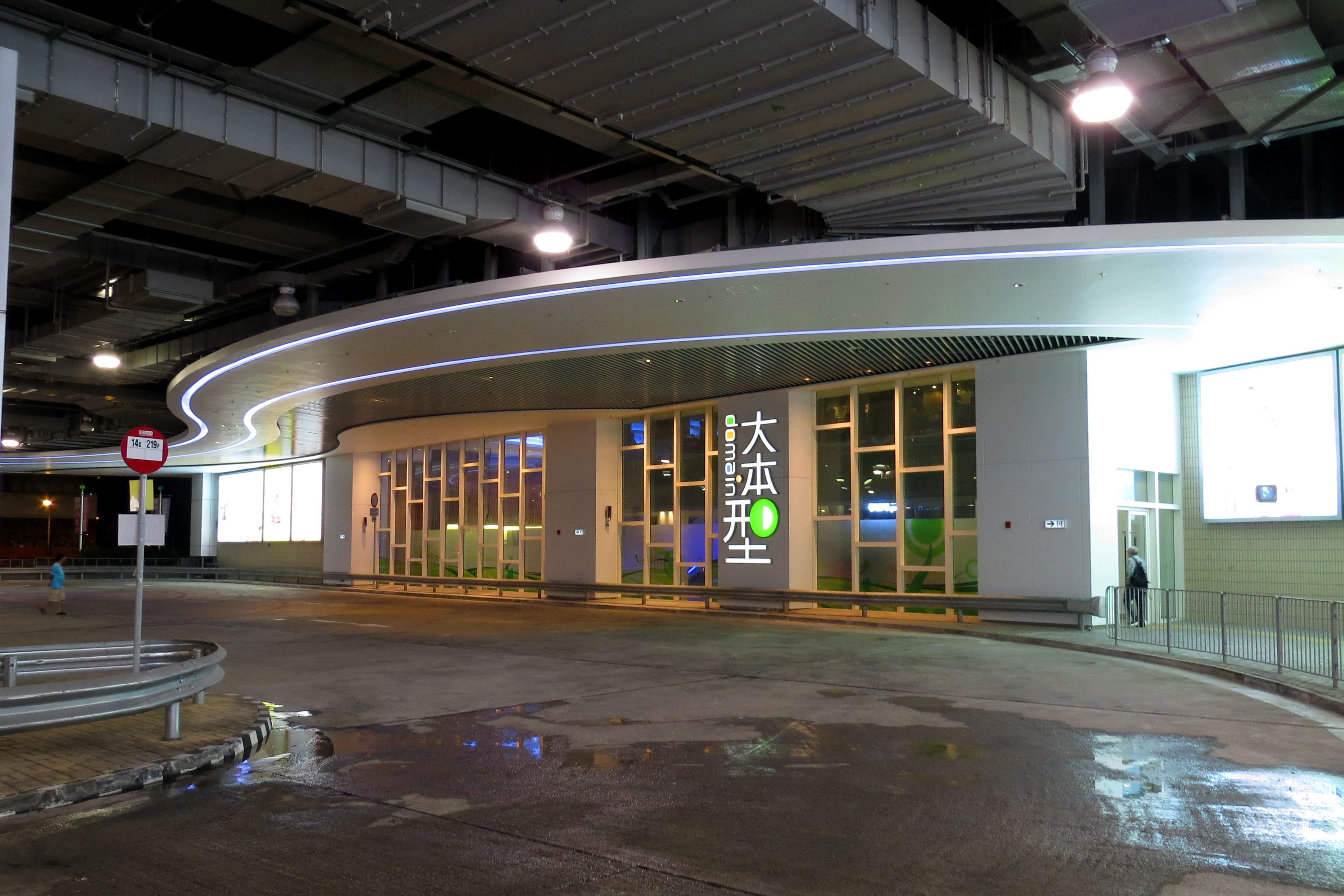
油塘公共運輸交匯處的大本型入口

### LG2/F 姿彩大本型

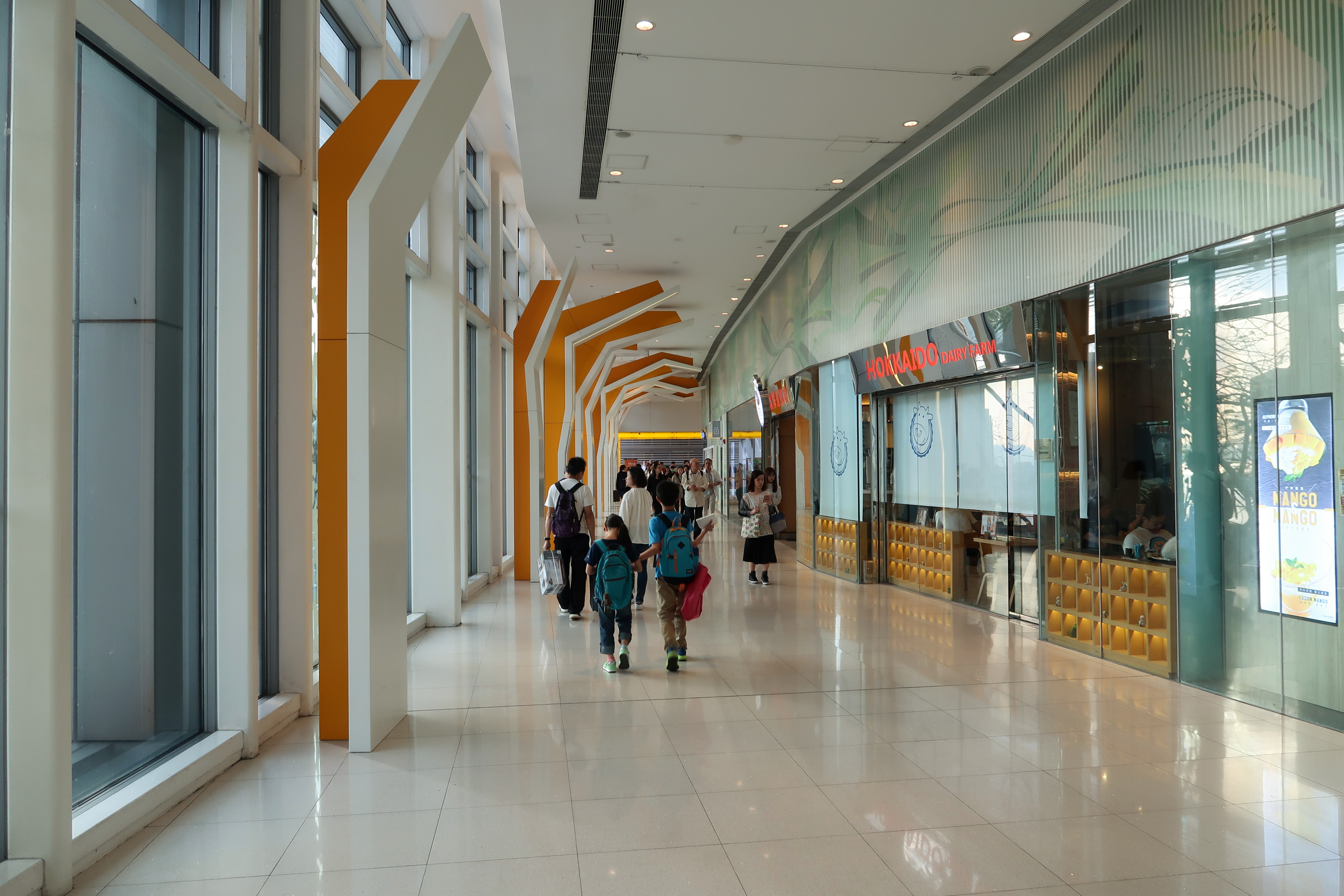
LG2層商店

該層有.間鋪位，目前這層一粥麵、Snackexpress營業。香港最後一家許留山亦曾在這層開業。
此外，該層初期預留通道與連接港鐵油塘站及油塘邨的扶手電梯連接，而工程亦於2013年6月1日展開、2014年1月下旬完成開放；遊人可經油塘港鐵站A1出口乘電梯前往（通往港鐵站A1出口的扶手電梯經翻新整頓工程後現已重新啟用，並可前往大本型露天廣場）。
而該層原本設有一對鸚鵡藝術品《Polly Zeus》，由日本藝術家椿昇創作，唯商場後來以「此裝置損壞而難以修復」的理由而拆卸。

### LG1/F 停車場

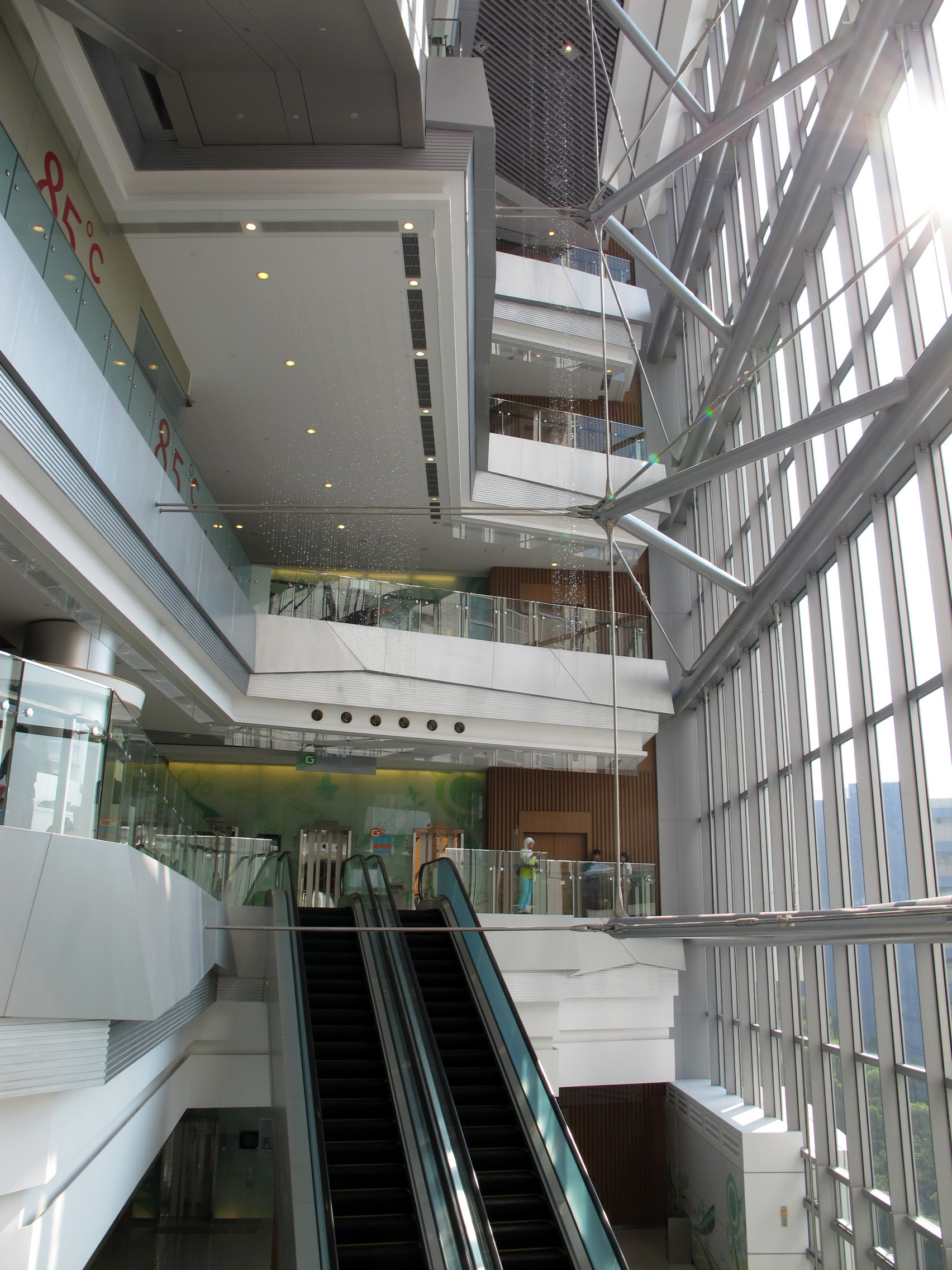
2013年扶手電梯中庭、並安裝由藝術家創作的仿水晶燈裝飾，唯因維修理由、於2014年下旬該裝飾已被拆除

該層為停車場，提供150個車位，亦設有充電泊位供電動車輛使用。另外設有自助郵件/貨物提取櫃 - 香港郵政「智郵站」，方便遊人在商場營業時間內自由提取貨物及郵件。

### G/F 潮流大本型
G/F設有多類型商舖，分為時裝、家居及電訊三類型，但亦進駐數間餐廳。時裝店包括佐丹奴、思捷環球、free running運動服裝、Jipn、undercover、JEANSWEST、彪馬及Miscela。其他租戶包括「斗室」、HKTV Mall、香港寬頻、愛視美眼鏡、亮視點、MaBelle、Watch Out、Hair 3000 美髮護理專門店、神采美容等。餐廳包括Cafe Pho 1975、Grove Cafe、太興燒味、GRILL n MORE 及薩莉亞。
戶外廣場設有食肆Grove Cafe，同時能提供大型空間予舉辦活動或佈置裝飾之用。東南面出入口設有扶手電梯，可以前往大本型基座的油塘社區會堂、以及油塘中心等地方。
G/F還有分為高低部份，並在「HKTV Mall」旁邊以較短的扶手電梯作為分隔；不過其樓層命名及空間是位於同一處、沒有分隔開，而且商場官方只會統一稱為「G/F」，因此實際上並不需要這樣分別。
G/F中央設有大型中庭，可供舉辦活動。除商場推廣活動外，房委會亦不時舉辦社區活動及宣傳推廣活動，如每年舉辦的「屋邨管理服務承辦商大奬」頒獎禮均在大本型舉行。

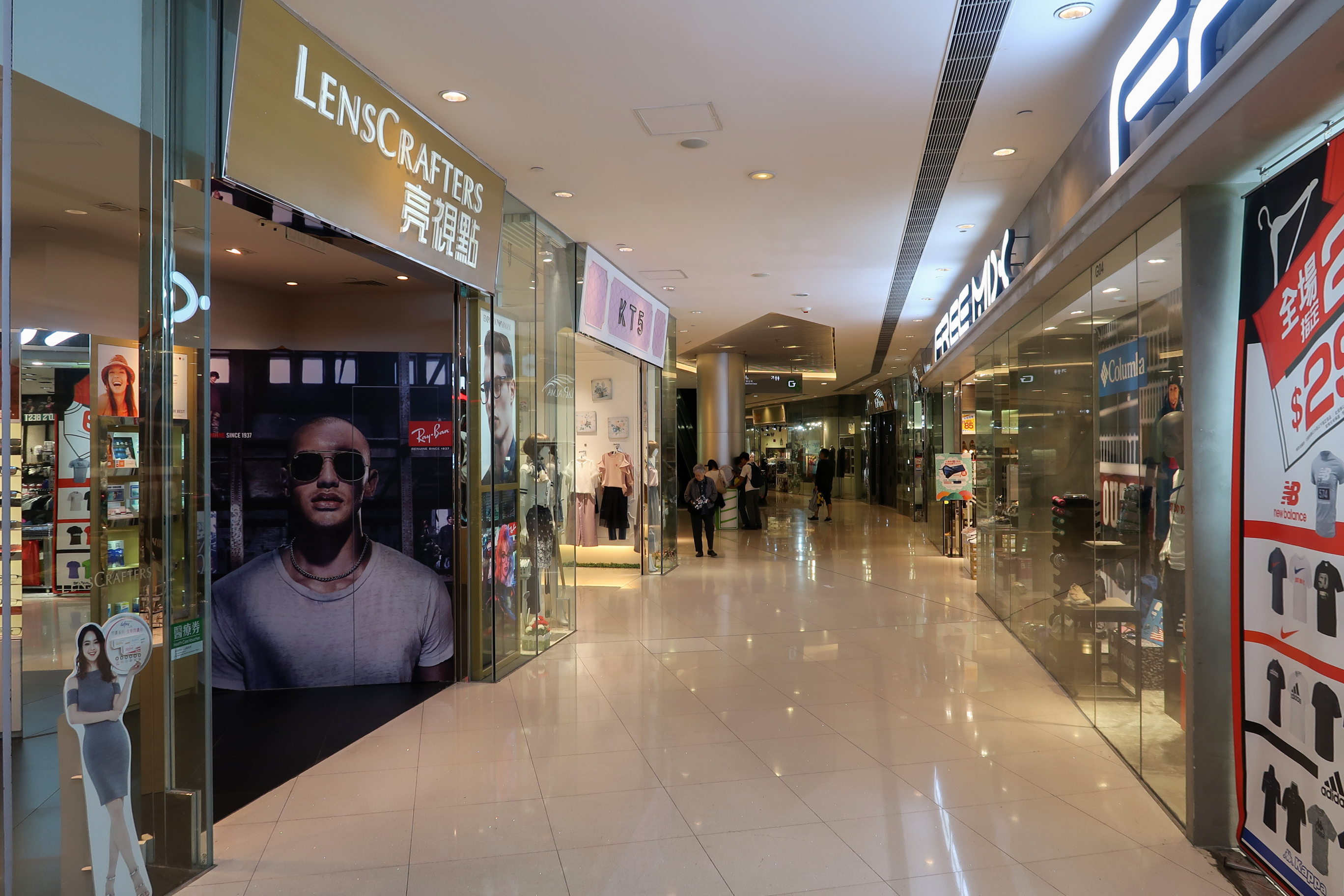
地下商店
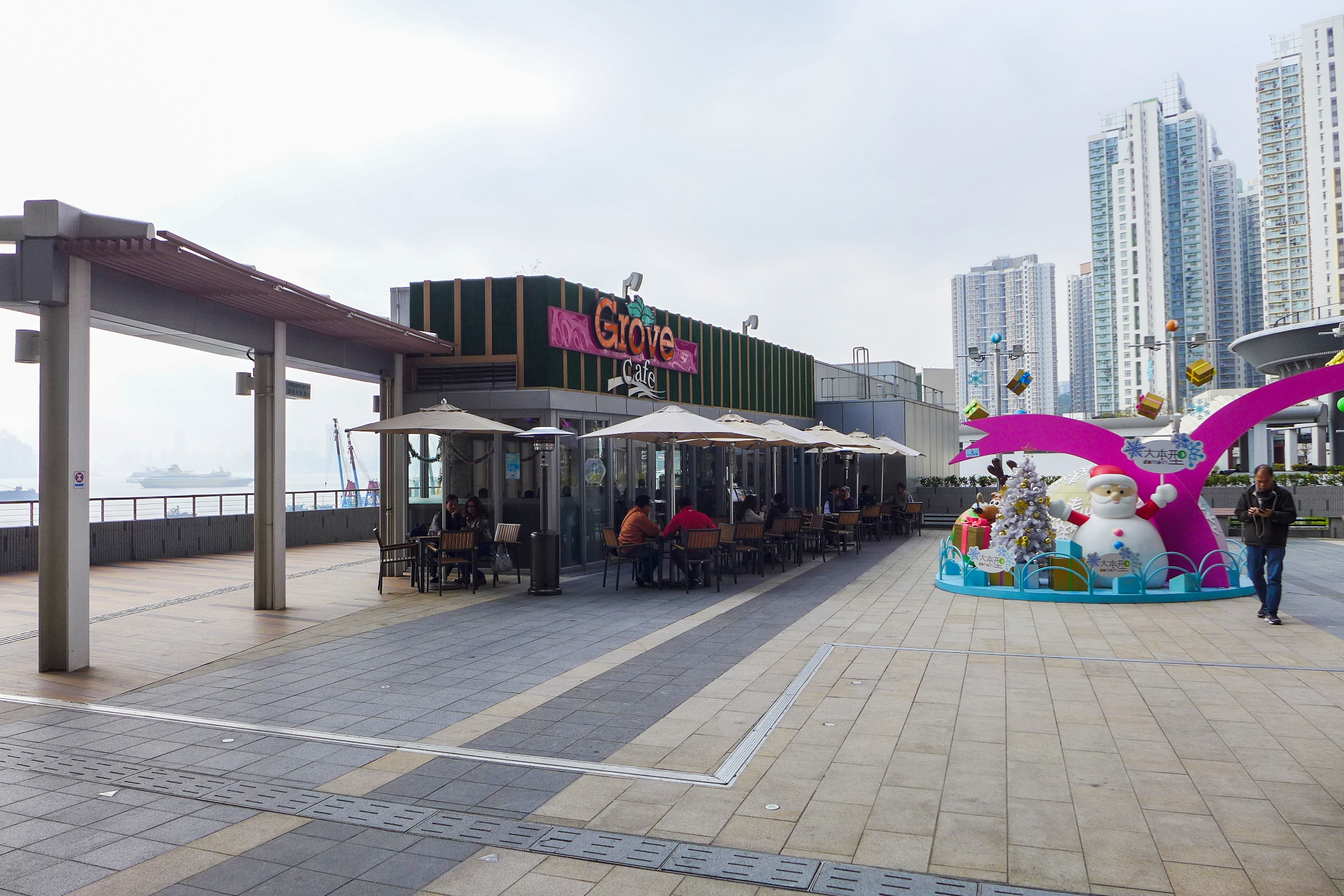
戶外廣場設有食肆Grove Cafe

### M/F 機電設備層
該層為機電設備層，並不對外開放。

### 1樓 潮流大本型
1樓以時裝店為主，包括Baleno、Crocs、G2000、Gitti、M3、Pe:tite、Steps、Veeko及Wanko。同層最大租戶本來為屈臣氏集團與先施百貨合營的「SU-PA-DE-PA」百貨部份，但在2021年6月結業，同年10月，永旺百貨宣佈租用該舖位9年，用作經營在香港第四間AEON STYLE，平均每月基本租金約136萬元。其實先施百貨早於2006年12月已計劃將來會在該商場開設分店，後來才宣佈與屈臣氏集團合資開設百貨公司。2022年1月，1樓原址部分空間率先開放，開設期間限定店。同年2月，同層其他空間亦已開放試業。
其他租戶主要包括配帽店、Colourmax、法國葉露芝、眼鏡88、莎莎等。食肆包括85°C、Pizza Hut、赤丸製麵所、元氣壽司、木子甜品及Green Thai等。
而該層洗手間通道設有藝術品《回響》（2012），由藝術家林嵐創作，透過喇叭播放關於大自然的聲音。

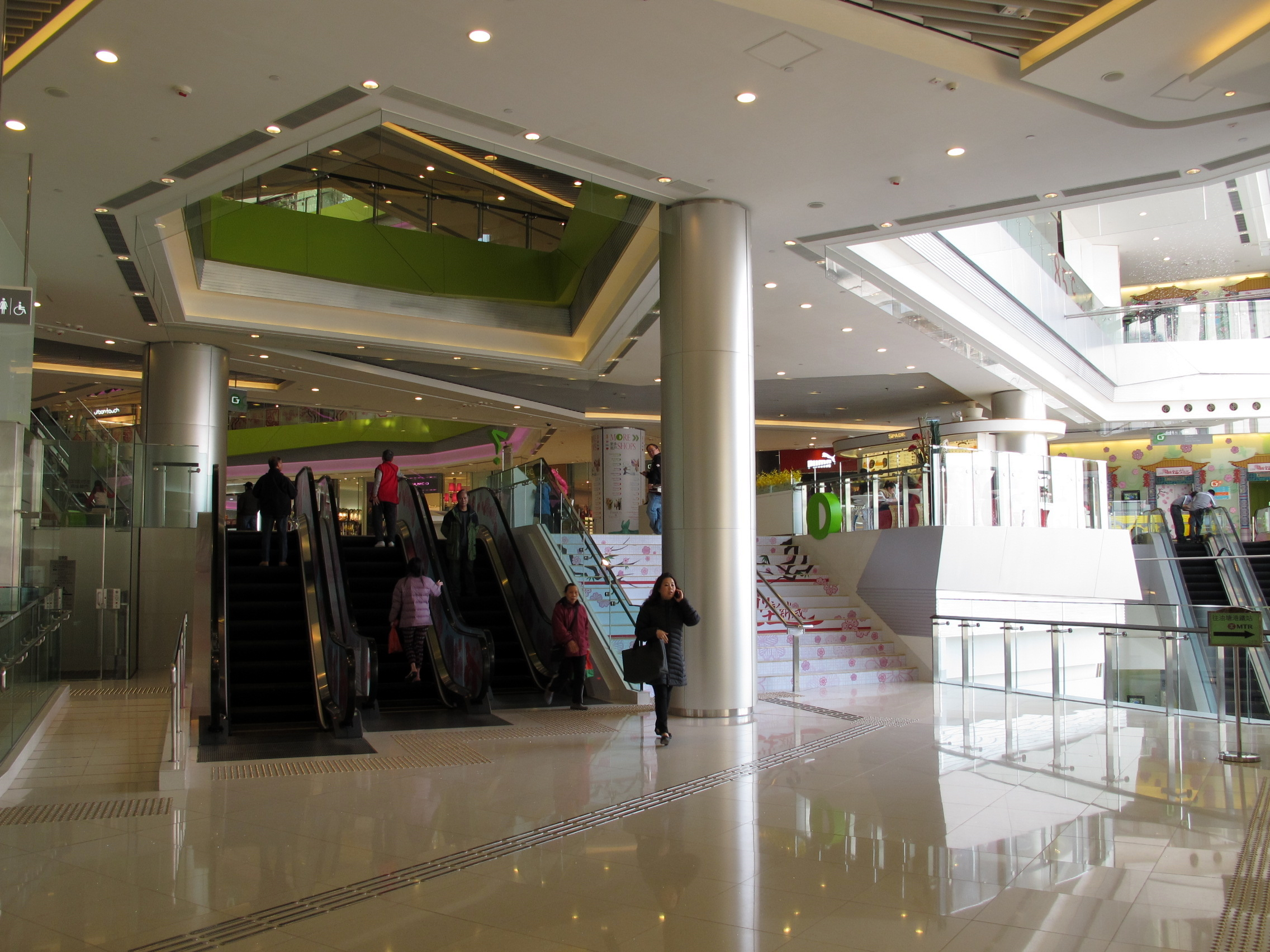
G層扶手電梯，通往天幕中庭
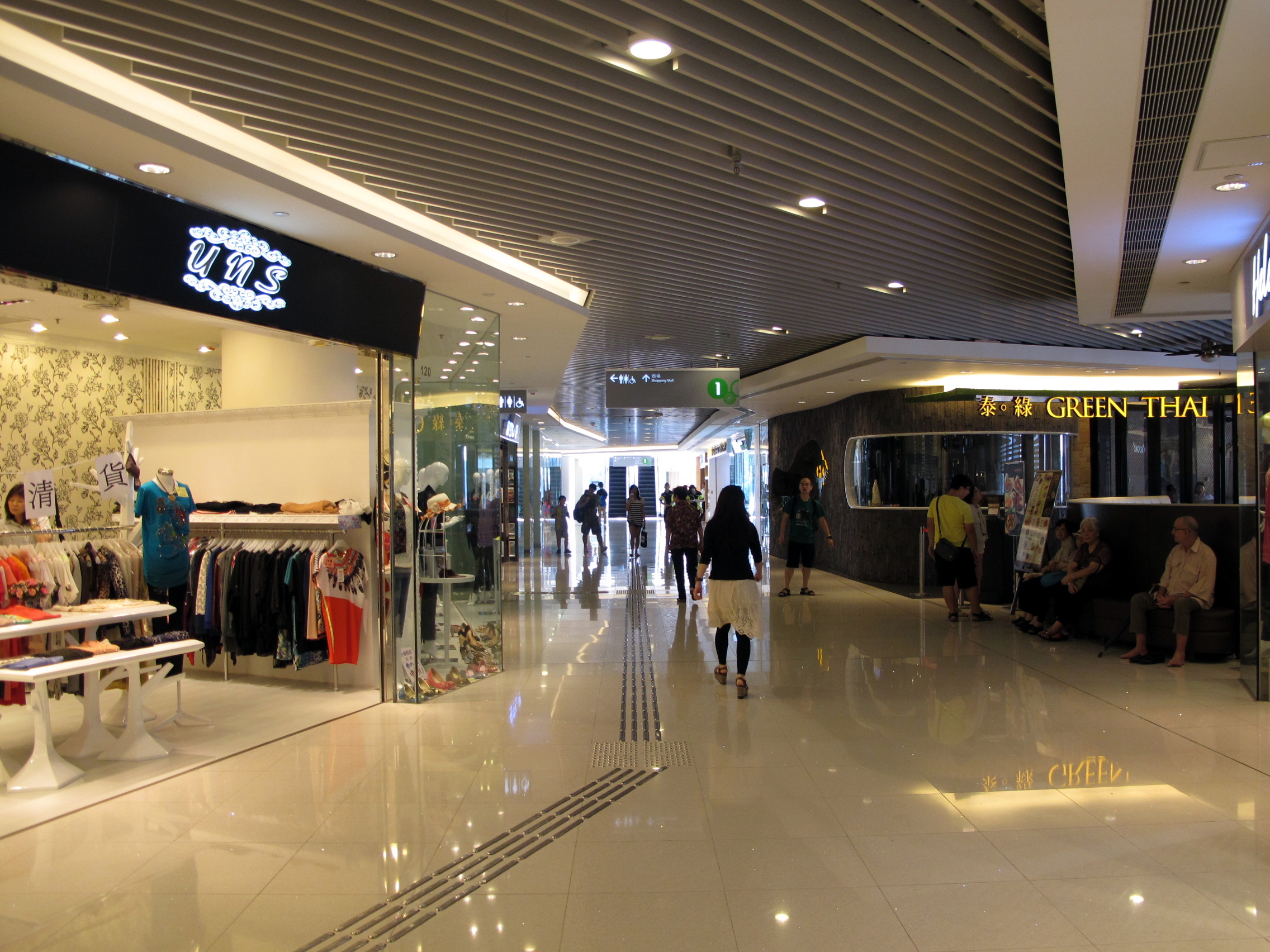
1樓設多間商店
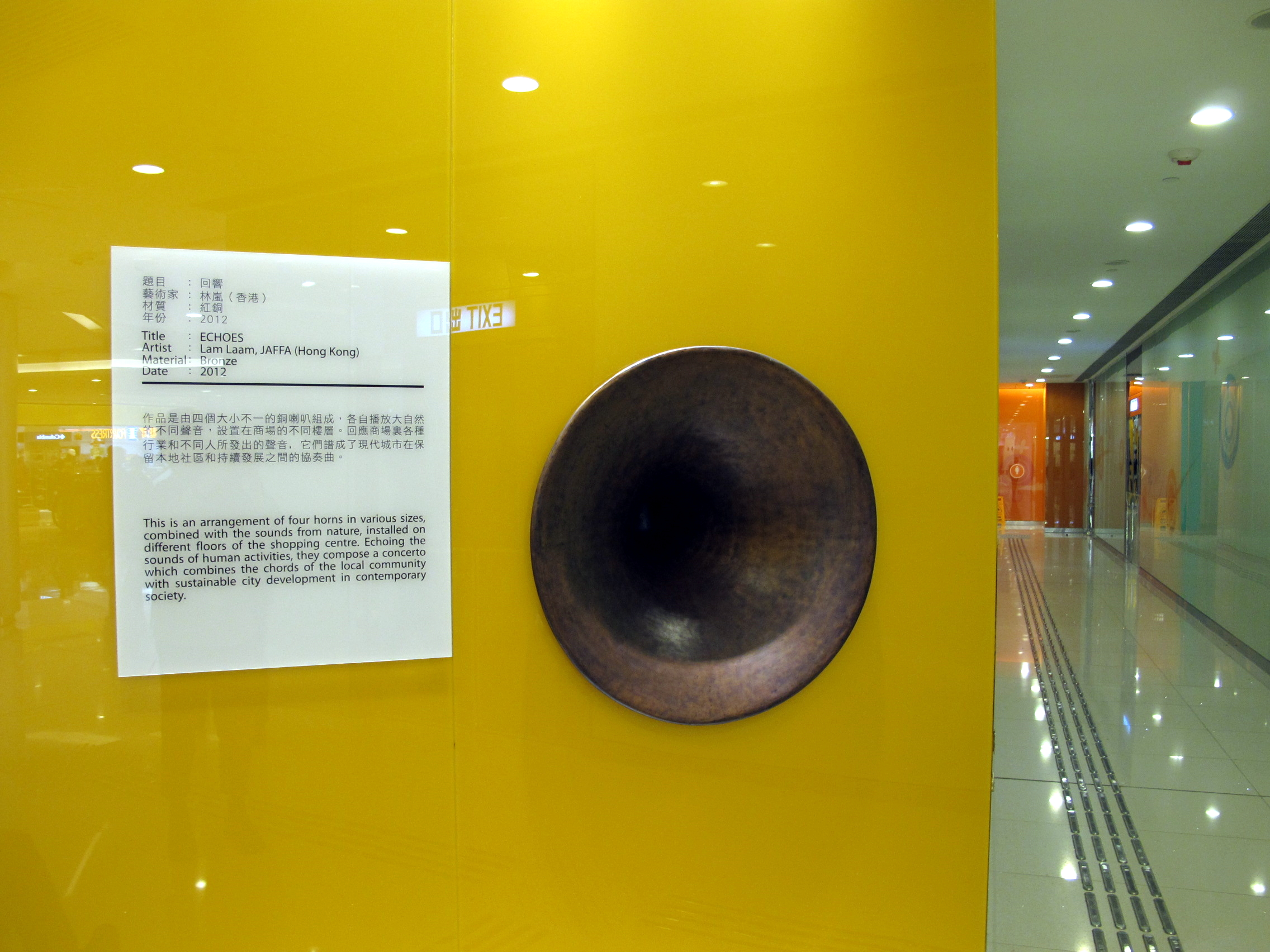
部份樓層的洗手間外的牆壁均設置《回響》藝術裝置
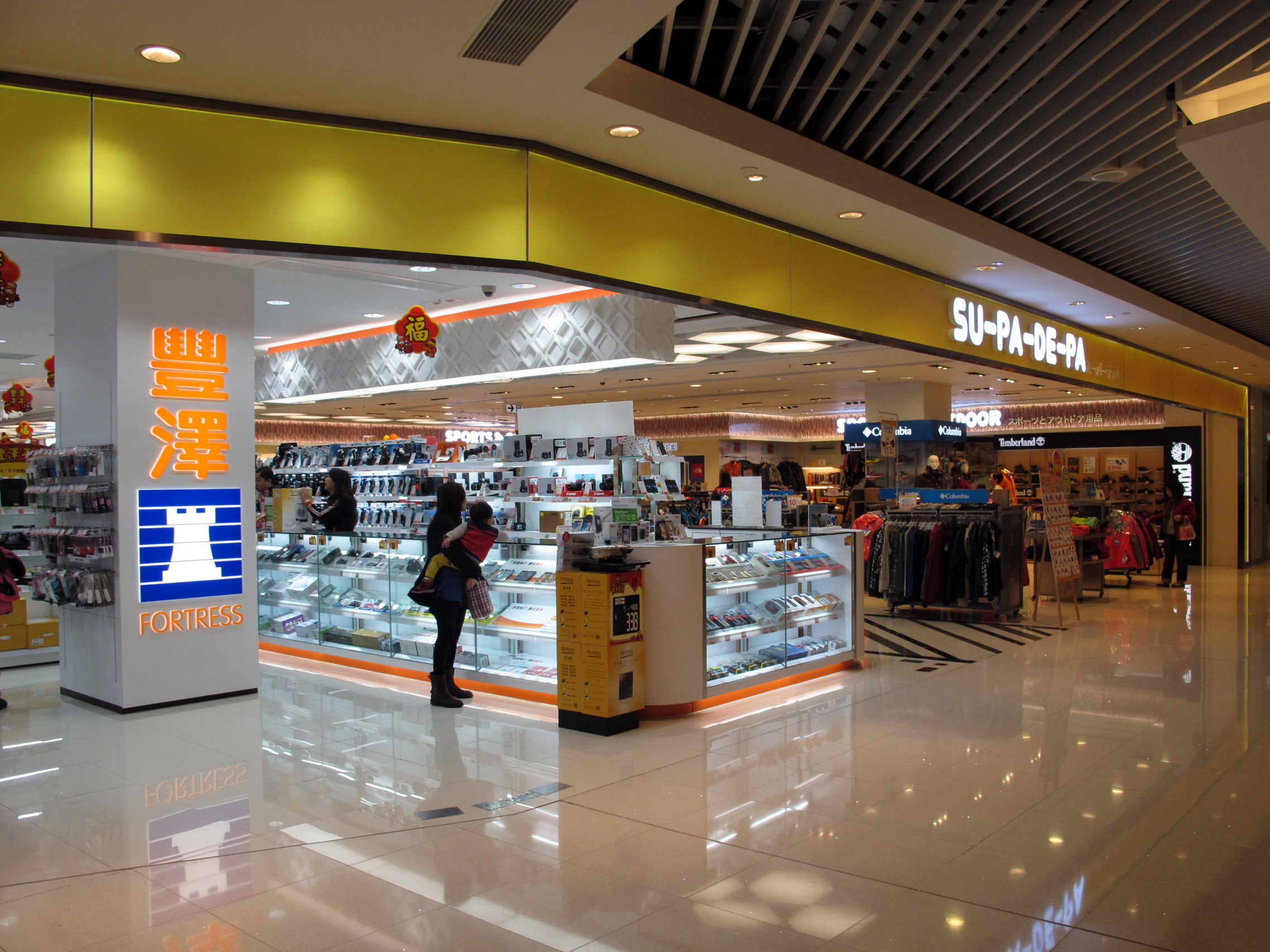
大本型「SU-PA-DE-PA」百貨超市（現AEON STYLE）

### 2樓 家庭大本型

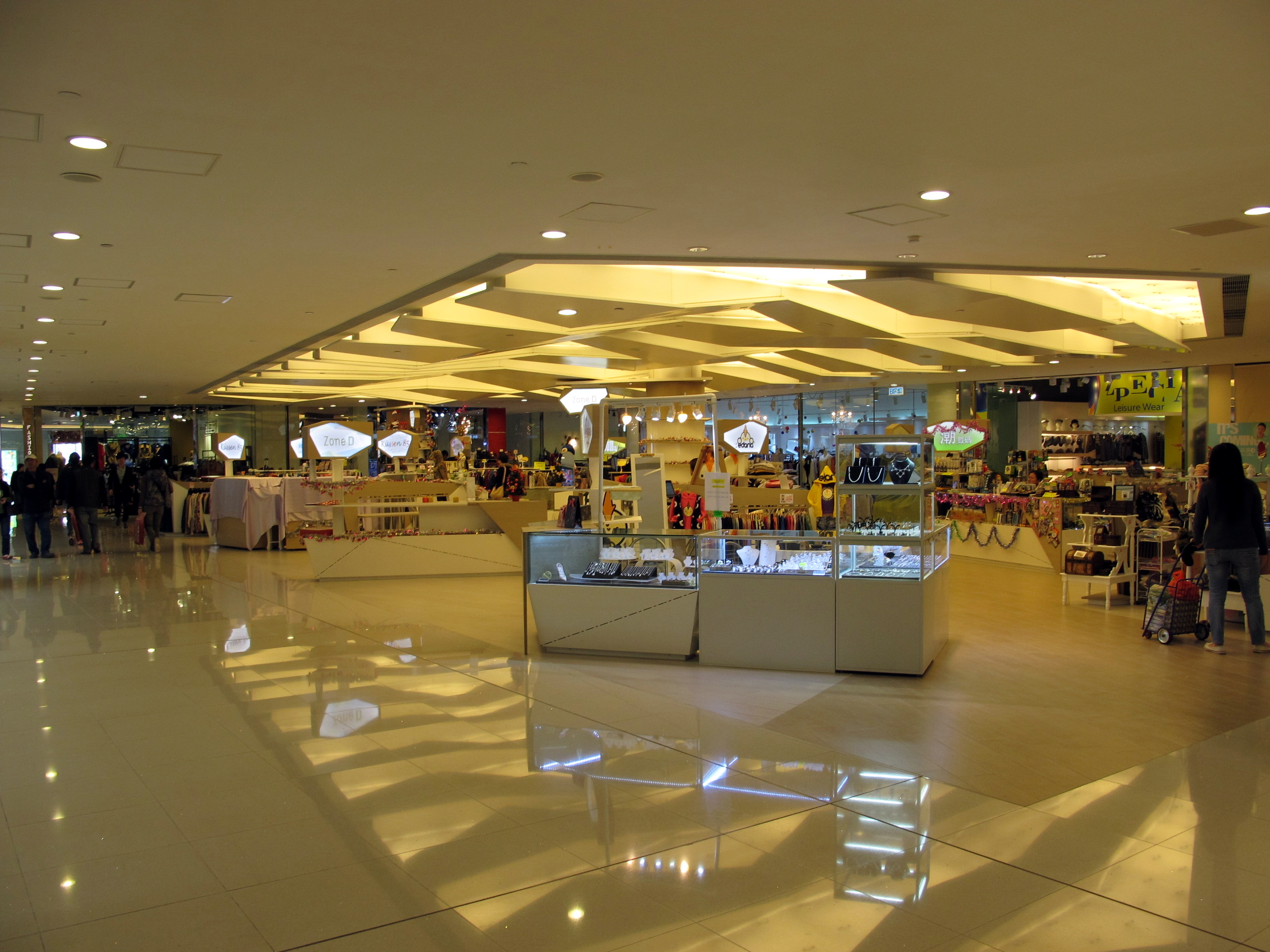
設於2樓的小型零售地帶到2014年起多個舖位陸續空置，原址已改為759阿信屋

該層以家居用品及電器為主。同層最大租戶為屈臣氏集團經營之「SU-PA-DE-PA」超級市場部份，於2021年10月3日結束9年租約。其實屈臣氏集團早於2002年已計劃在商場啟用時開設百佳超級廣場，2006年12月計劃更曾一度改為開設Taste。而「SU-PA-DE-PA」原址改為永旺百貨AEON STYLE，於2022年2月23日試業，並於3月正式開業。
主要租戶包括Citinet、生活提案 City Life、數碼世家、快圖美、開心廚房、生活館、人気电器店、Plus Home、UJI Bedding及偉成洋酒。
其他租戶包括萬寧、屈臣氏、英記茶莊、綠盈坊有機店、華潤堂、維特健靈、759阿信屋等。
此外，房屋委員會原本劃出了約7,000平方呎面積為「小型零售地帶」（Zone D），提供23個小型舖位、包括9個地舖及14個開放式舖位、面積介乎108至646平方呎，以固定月租出租，租約為期兩年；該地帶指定租予小商戶及社會企業，供社會企業進駐，及為有志創業的年青人承租。首間進駐為聖公會麥理浩夫人中心，聘請了40名南亞裔婦女編織及售賣民俗服飾，協助他們就業。不過到2014年中期起多個舖位陸續空置，原址改為759阿信屋，現時只保留兩個小型舖位、該等舖位乃位於同層往3樓扶手電梯的位置附近。
食肆包括Riso SEGRETO、潮公館、客家好棧、和平飯店、譚仔雲南米線及墾丁茶房。

### 3樓 新一代大本型

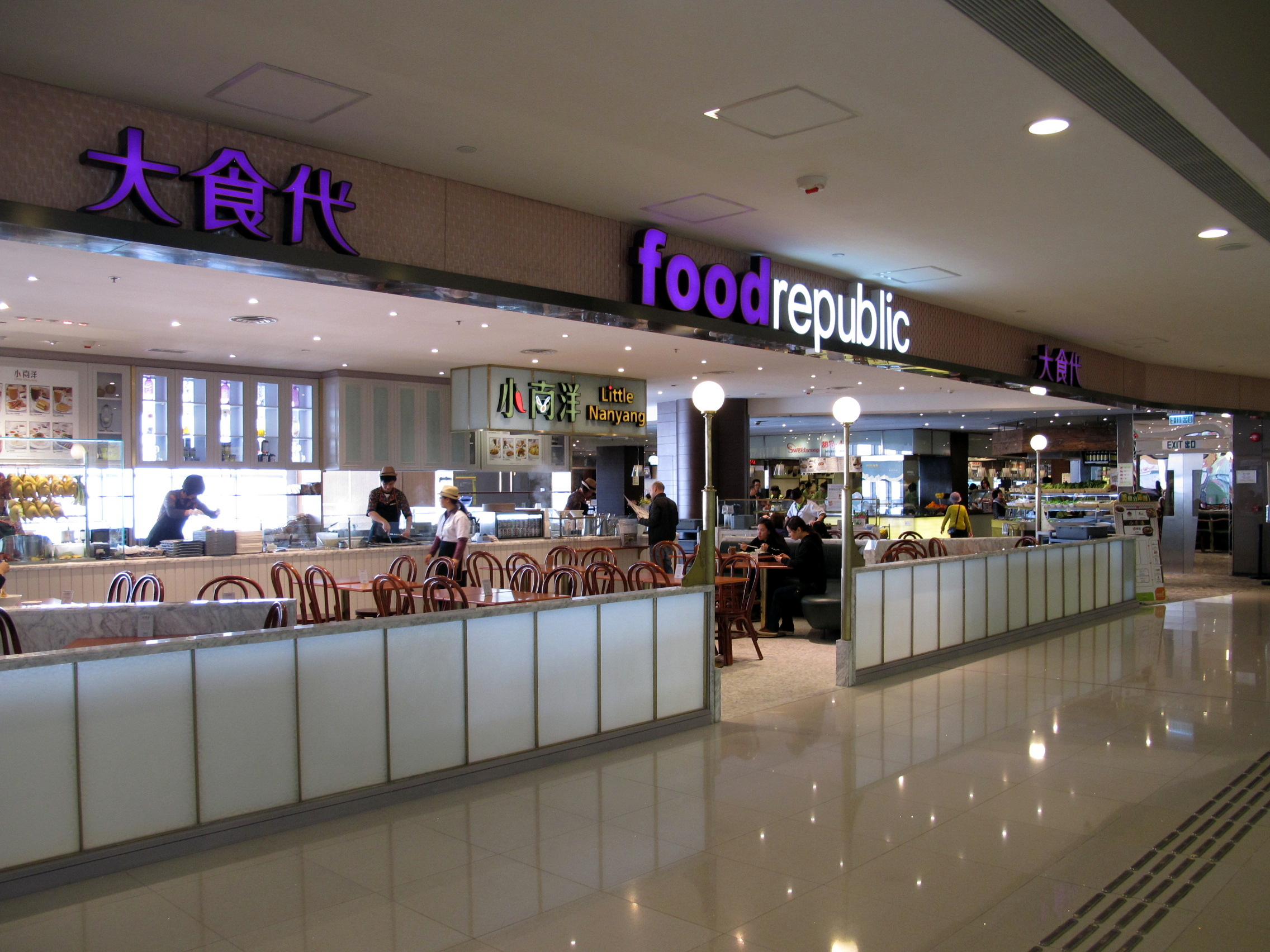
位於大本型3樓的大食代（現已結業）

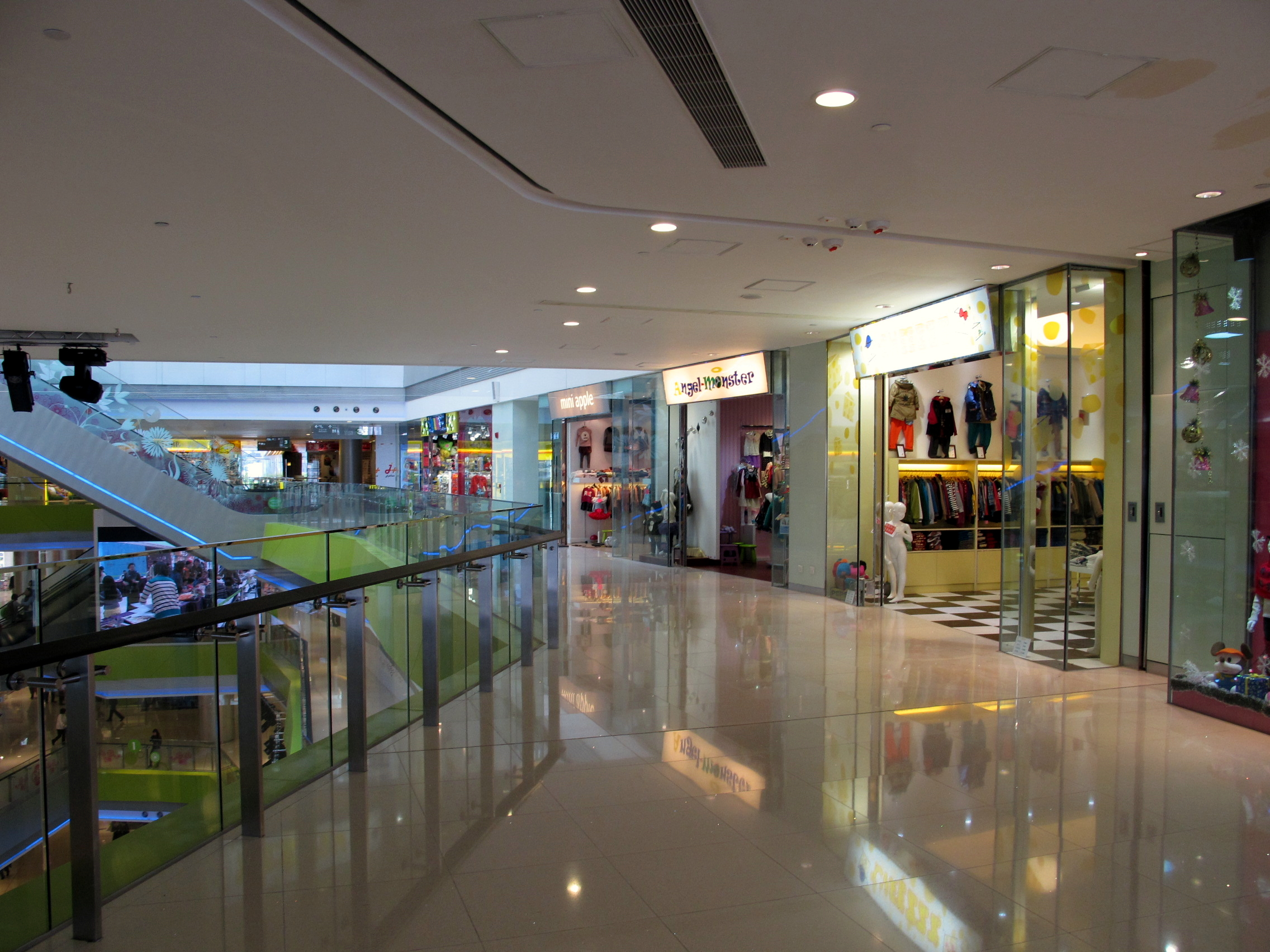
3樓商店

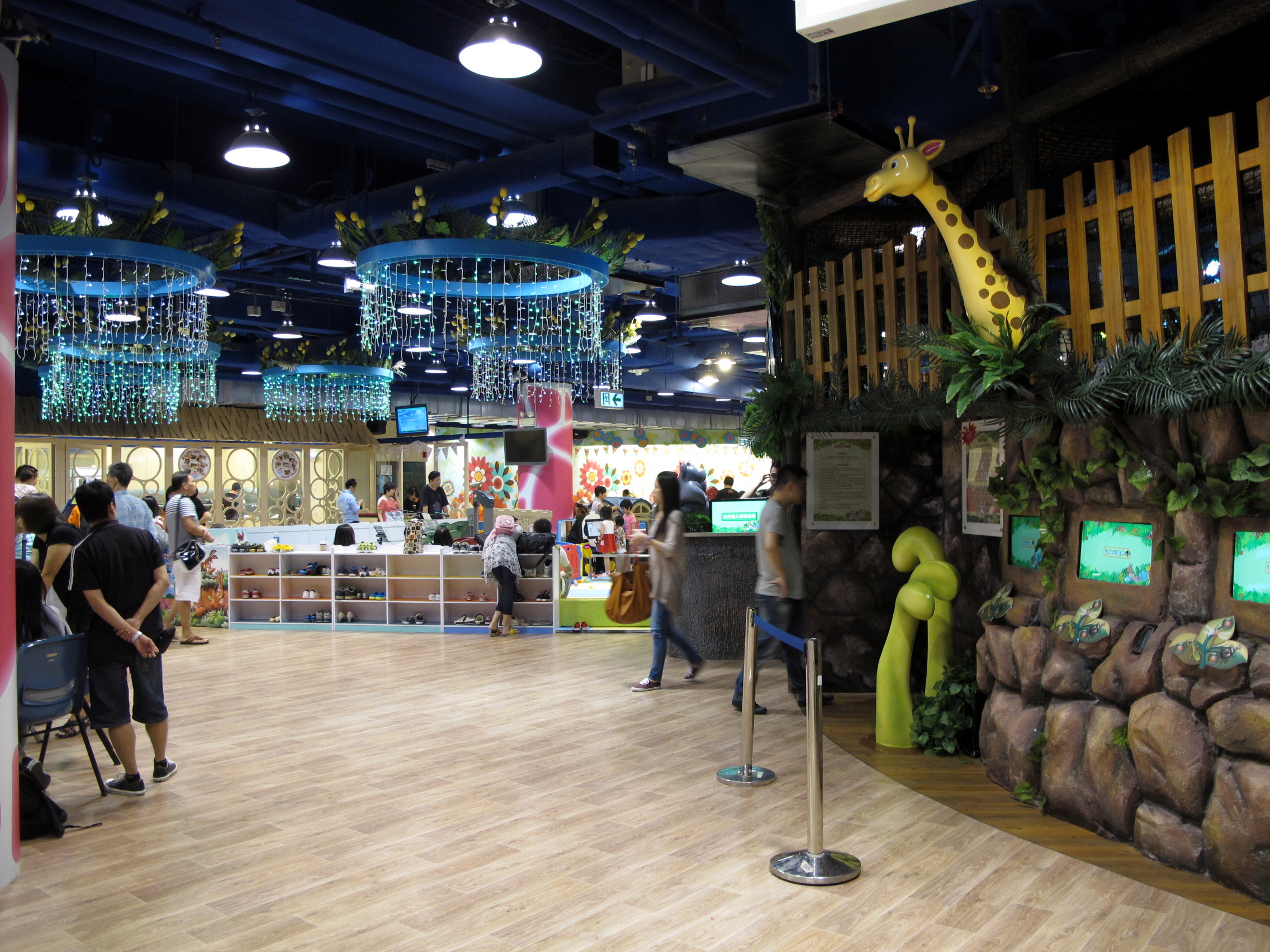
J-plus室內娛樂天地（現已結業）

該層以兒童服裝為主，包括Angel-Monster、開心童裝、CONWAY、ELLA、malimarihome。
其他租戶包括柏斯琴行、樓上及大型玩具精品店「奇趣天地」。食肆包括壽司郎、牛涮鍋及勝牛阿美勝沙煲沙煲。
另外，美國冒險樂園旗下的「J-plus」室內娛樂天地為該層租戶之一，於2013年2月開業，但於2022年4月起宣佈因疫情關係，導致營運困難而結業，原址現為茶皇殿及Nobi Nobi 夢幻樂園。

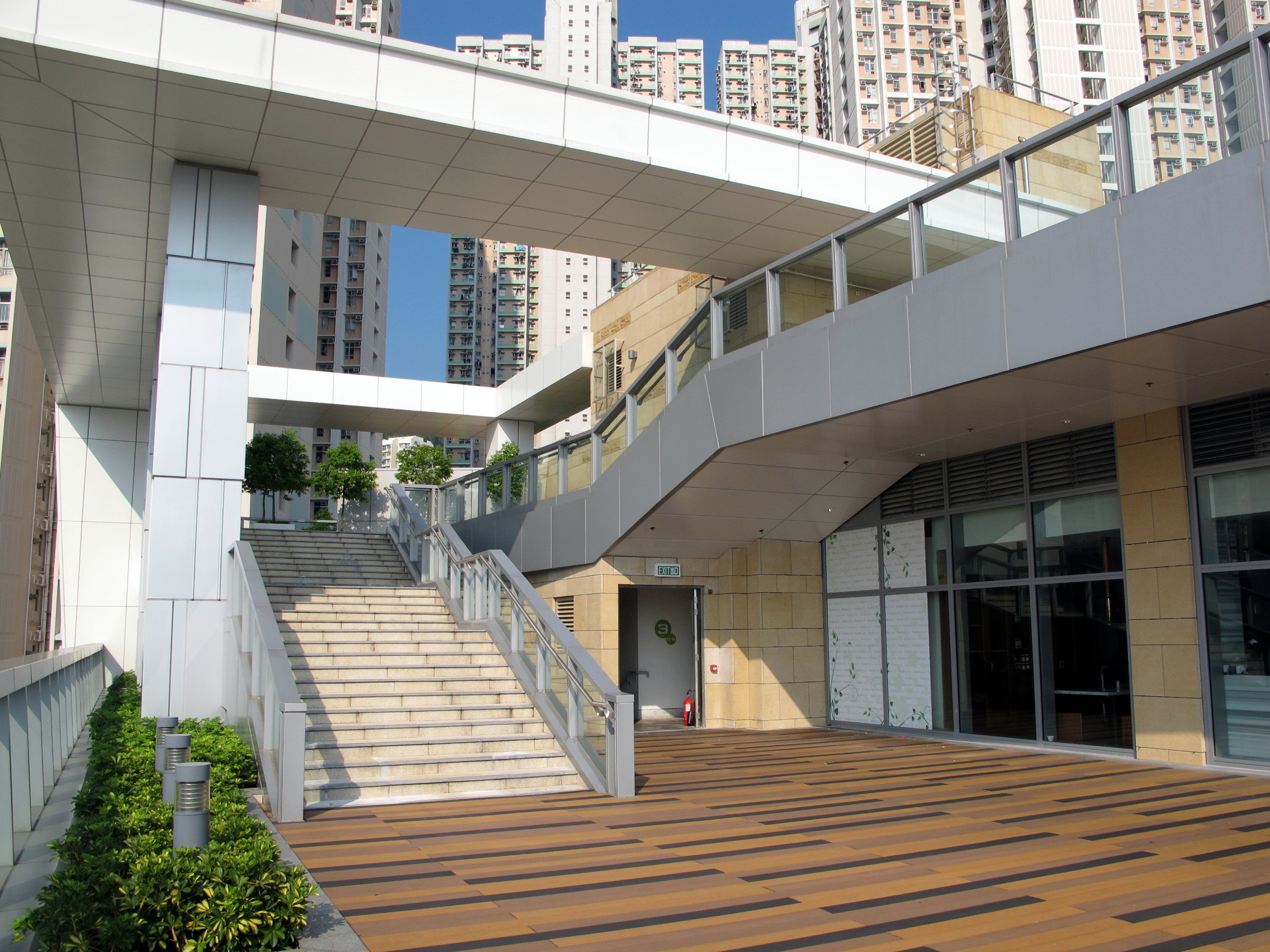
戶外休憩平台

### R層 派對大本型

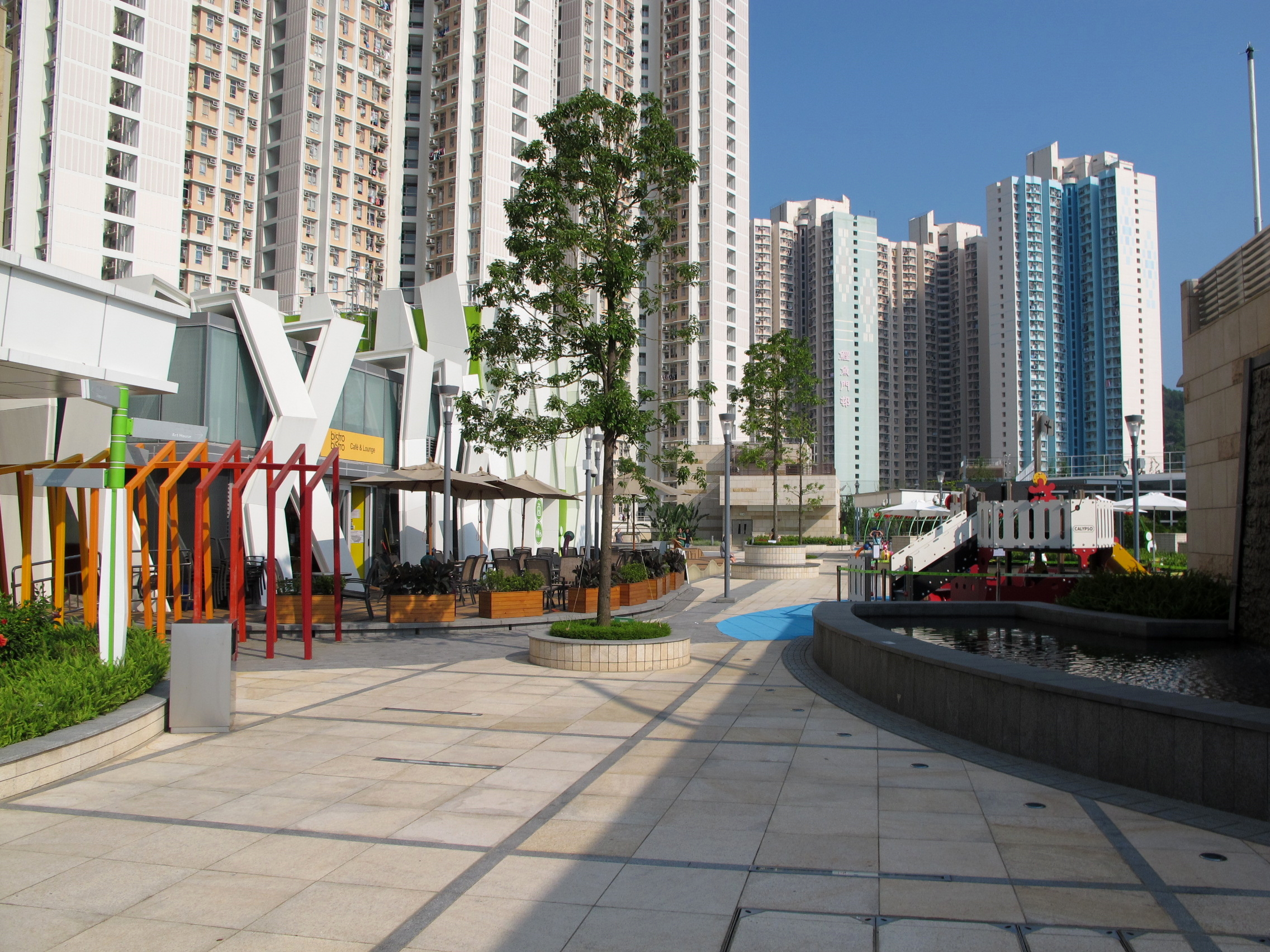
R層 派對大本型為空中花園

R層派對大本型為空中花園及綠化地帶，包括不少休閑設施，例如兒童遊樂場、青蛙噴泉、戶外表演場地、籃球場等；空中花園同時設置由四位藝術家創作的藝術裝置、名為《拼貼自然》。空中花園平日人流可觀，假日更吸引更多區外遊人來訪。
而空中花園亦設有一間食肆，現時租戶為銀杏館（婆婆廚房）。
大本型空中花園提供籃球場等的設施。不過以往有居民投訴空中花園開放時間不足夠，當中籃球場在晚上7時關閉（籃球場在2014年8月之前一直封閉、只有舉辦活動或佈置節日裝飾時才會開放，到2014年8月起才正式開放使用）。
油塘灣綜合發展區開始發展前，天台擁有無遮擋的維港景致，吸引不少攝影發燒友到天台拍攝，尤於天氣晴朗的黃昏時更有不少人拍攝日落景色；唯該發展區在發展後會否遮擋維港景色則是未知之數。
另外商場在花園內的草叢裏安裝小型揚聲器，開幕初期會播放背景音樂以營造氣氛，唯現時不再播放音樂。

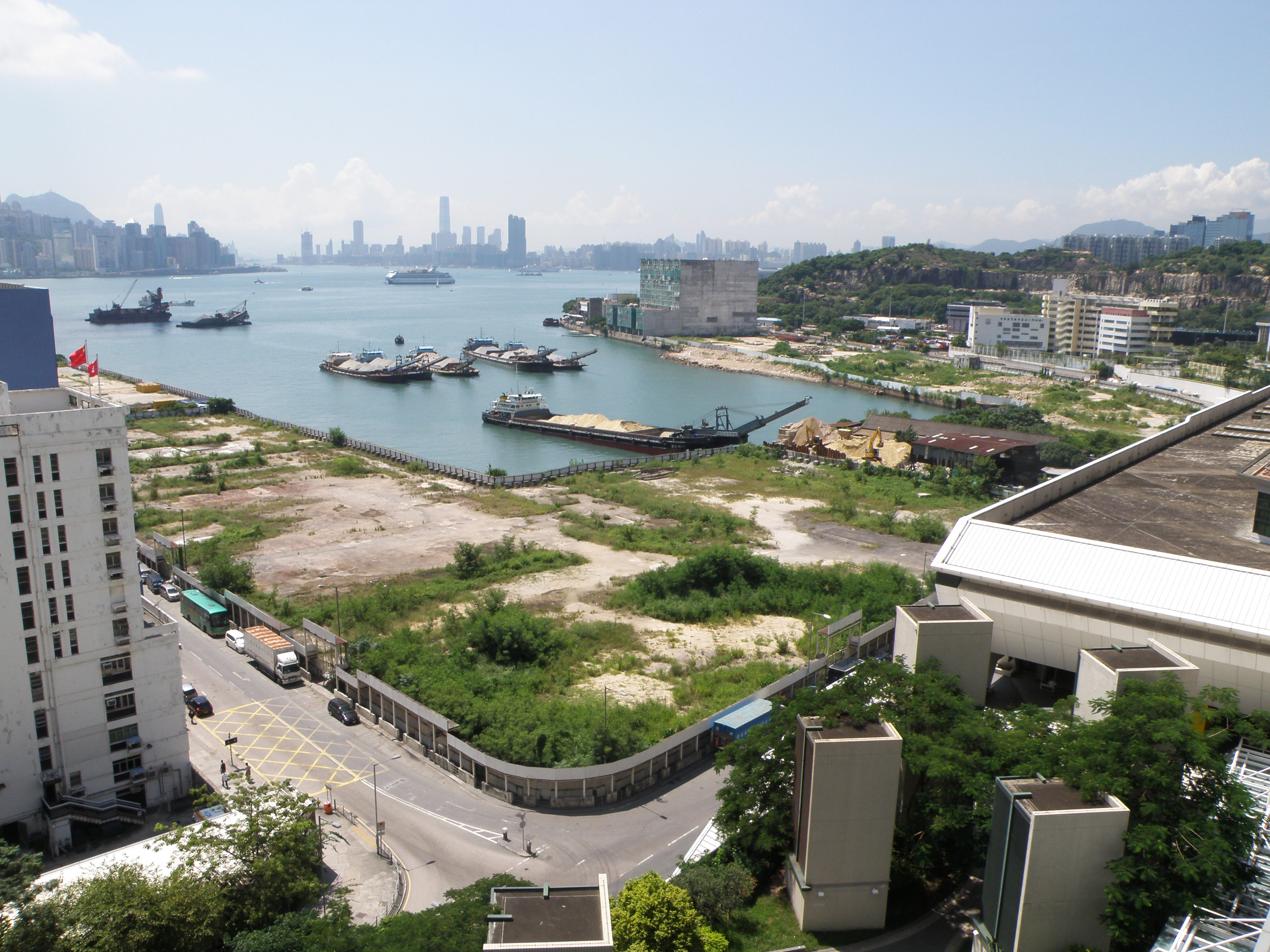
大本型天台以西一帶景色

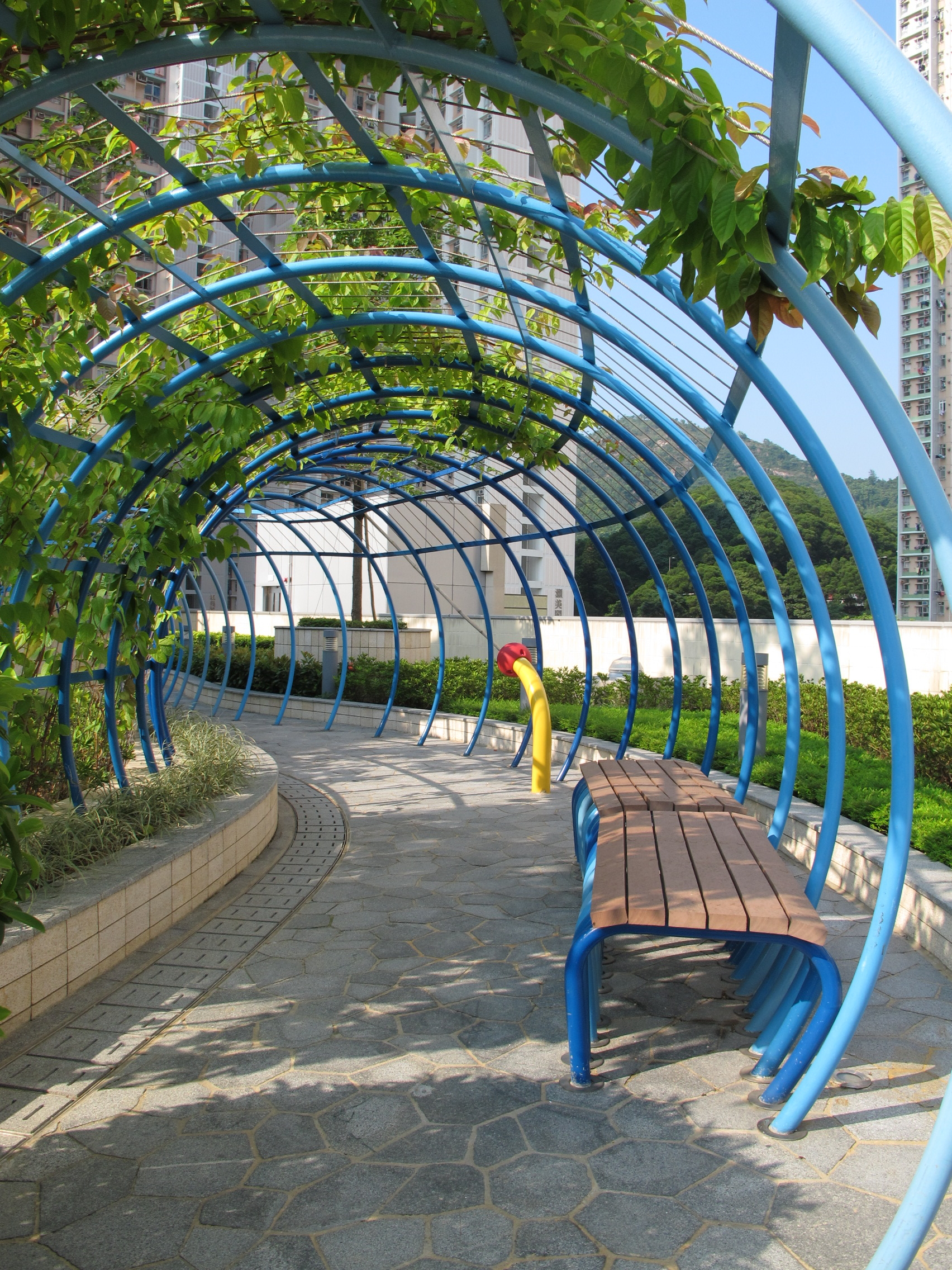
綠化徑
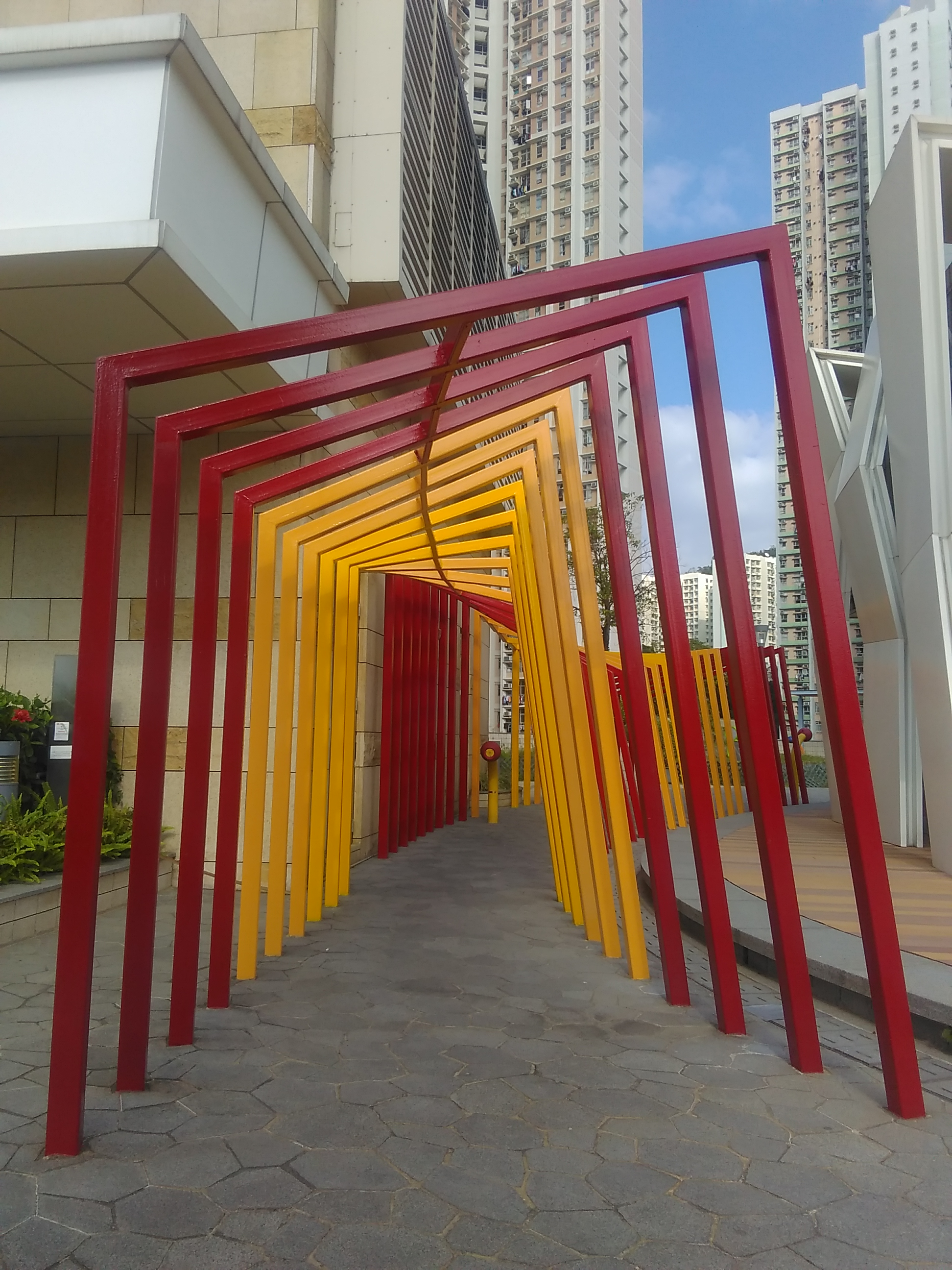
散步徑
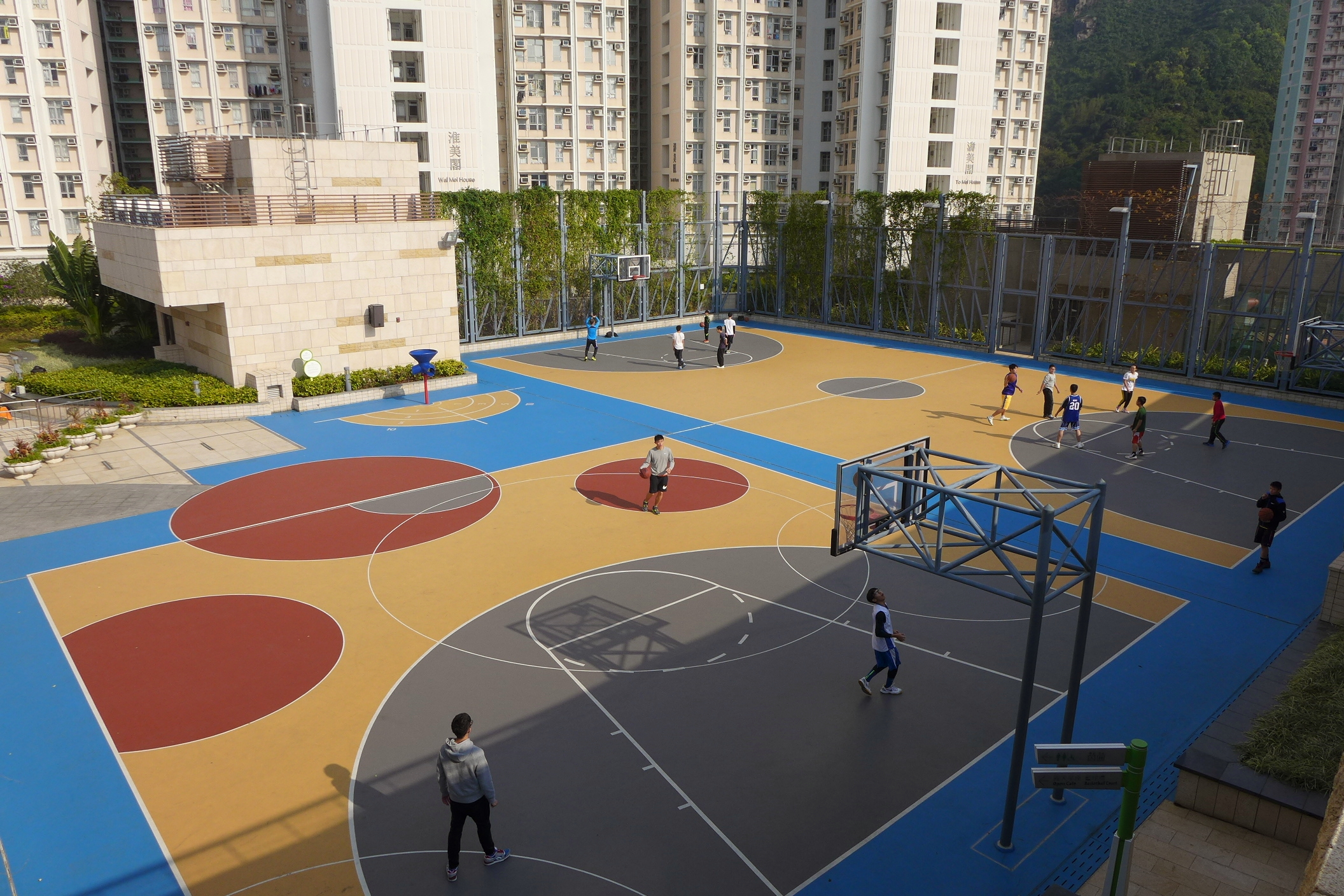
籃球場
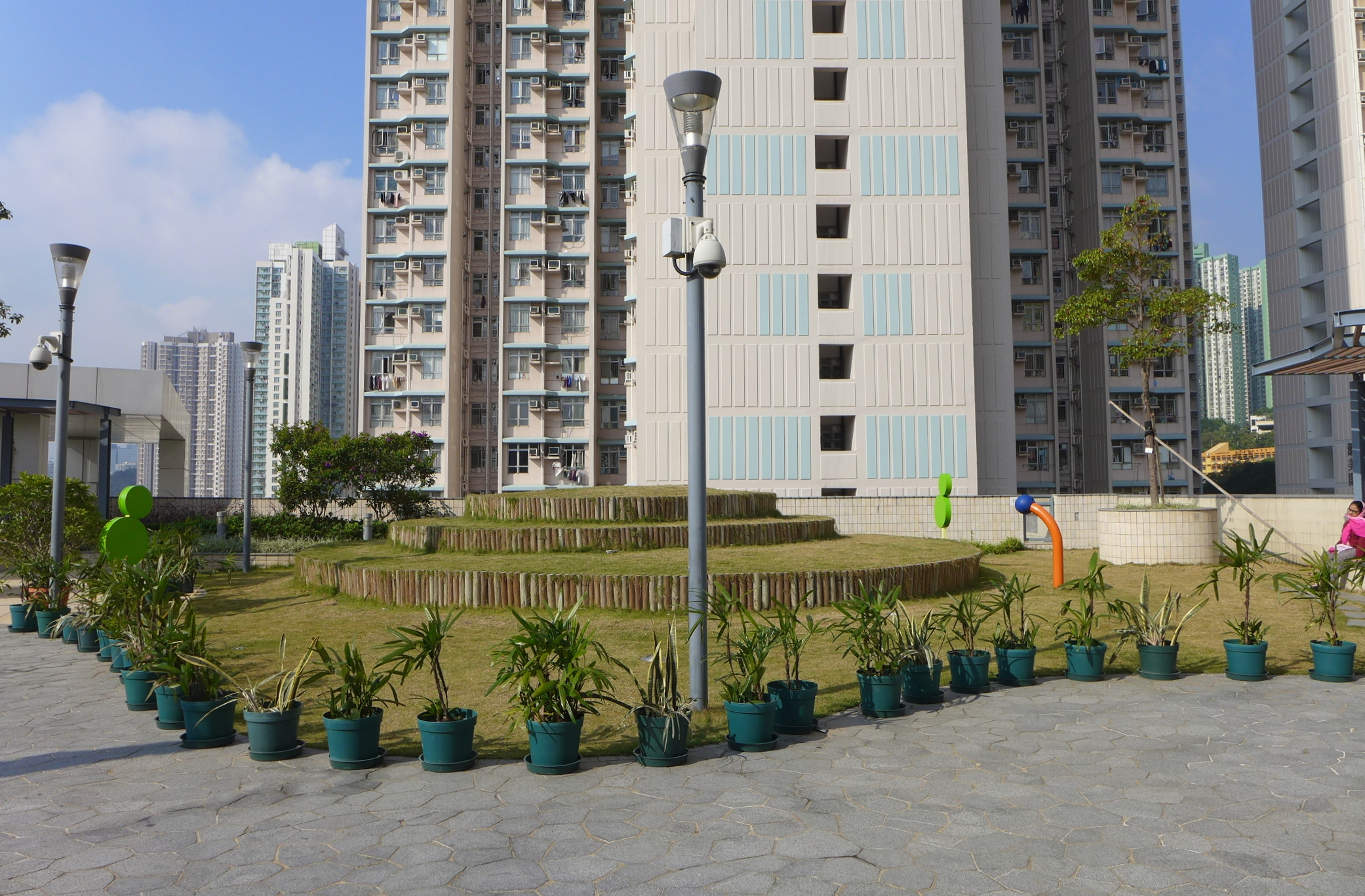
仍然封閉的綠化地帶
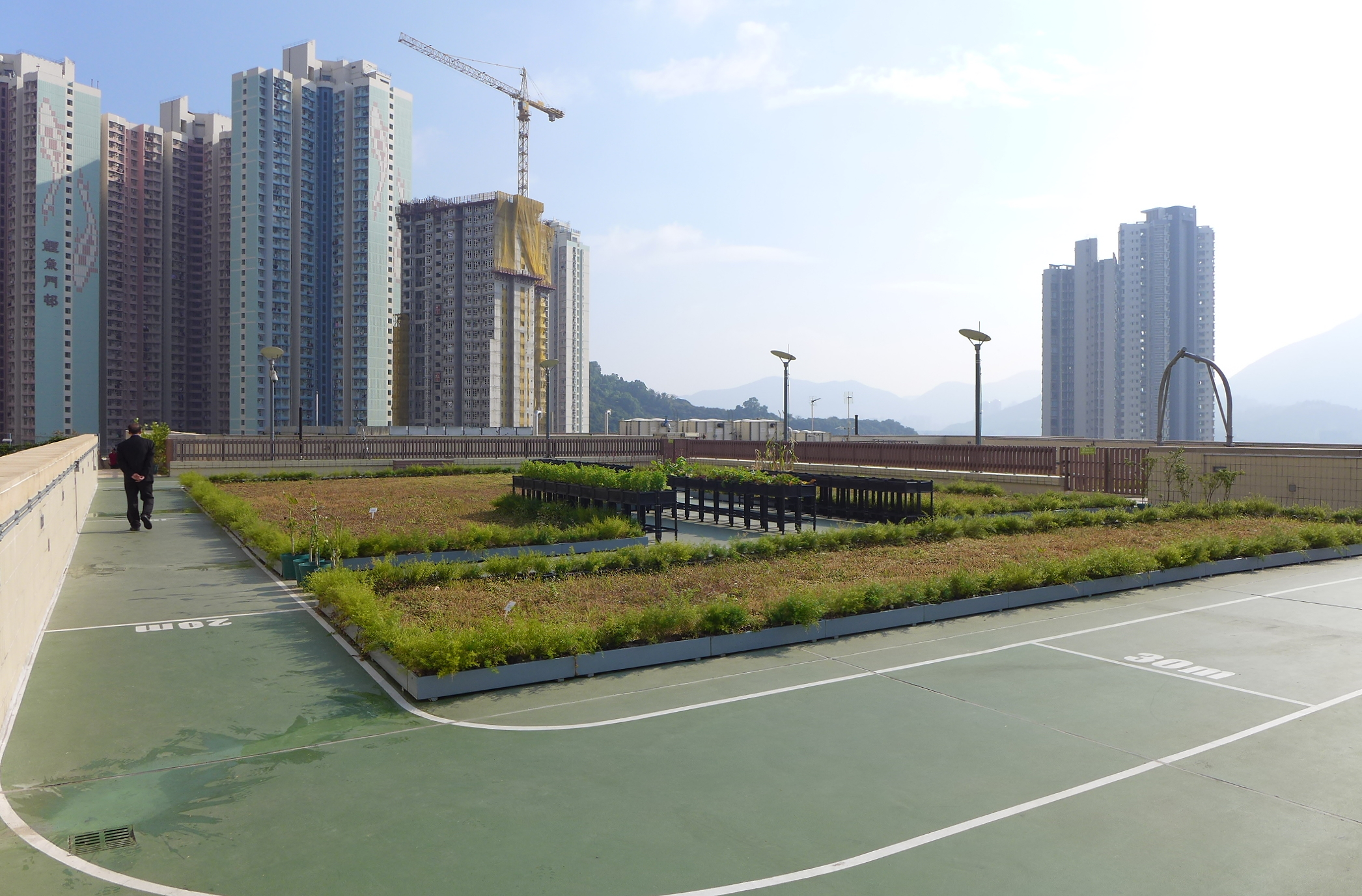
位於天台的綠色緩跑徑到2014年12月才對外開放

### UR層 天台上層
大本型天台上層設有緩跑徑、小園圃等的設施，供市民享用。現時小園圃內的緩跑徑平日開放時間為下午2時至6時，假日為上午11時至晚上7時。但在緩跑徑正式開放前，有市民指發現往天台的「綠色緩跑徑」通道閘門卻一直全部被鎖上、並貼有「暫停開放」告示達2年；直到2014年12月，房屋署才對外開放天台範圍。然而開放過後，仍有居民投訴小園圃內的緩跑徑開放時間「騎呢」（古怪）。
對公共空間封閉多年，房屋署發言人未作正面回應，對小園圃的開放時間更諱莫如深。
房委會為近年的商場等建築（如油麗商場、晴朗商場等）一概安裝雨水和空調系統冷凝水收集系統，將所收集的水經過濾處理後回饋灌溉系統，以減少淡水的使用量；天台上層同樣裝設了雨水和空調系統冷凝水收集系統。

### 大本型購物廊
2014年12月，位於港鐵油塘站上蓋，連接油麗商場三樓及大本型地下的購物廊正式營業；購物廊由百佳超級市場及先施百貨公組的「SU-PA-DE-PA」百貨超市租用，開設滋味佳零食店，豐澤及售賣家具、日用品等，裝修風格與大本型內的分店相若；但隨先施與百佳拆伙，購物廊於2021年9月2日結業，原址再重新招租，開設「入廚」，同年12月26日開業，其中近大本型一邊分租予佳寶食品超級市場。
購物廊前身為房委會委託地鐵公司（今：港鐵）於2001年興建的購物走廊，但此預留空間自落成後沒有開放，期間主要為房屋署及大本型建築承辦商辦公室；及後近油麗商場一邊改建為大本型展覽廳。
在2012年4月至5月，房委會曾經舉行大本型小型零售地帶招租開放日，展覽廳亦曾經短暫開放予有意租用小型零售地帶的市民參觀，並有由房委會聘請專責處理招租事宜的私人產業代理派員現場解答查詢。

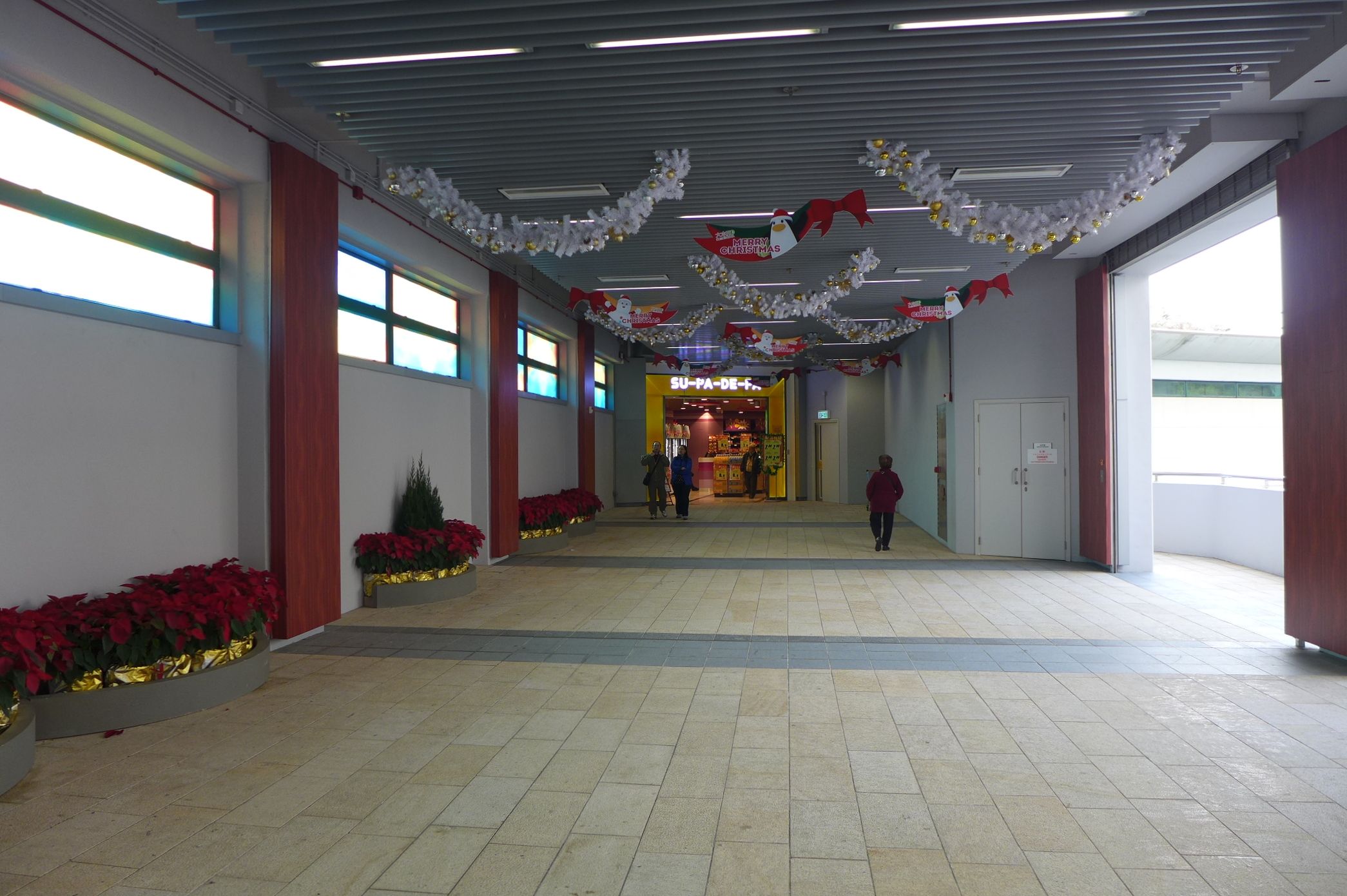
購物廊近油塘邨出入口
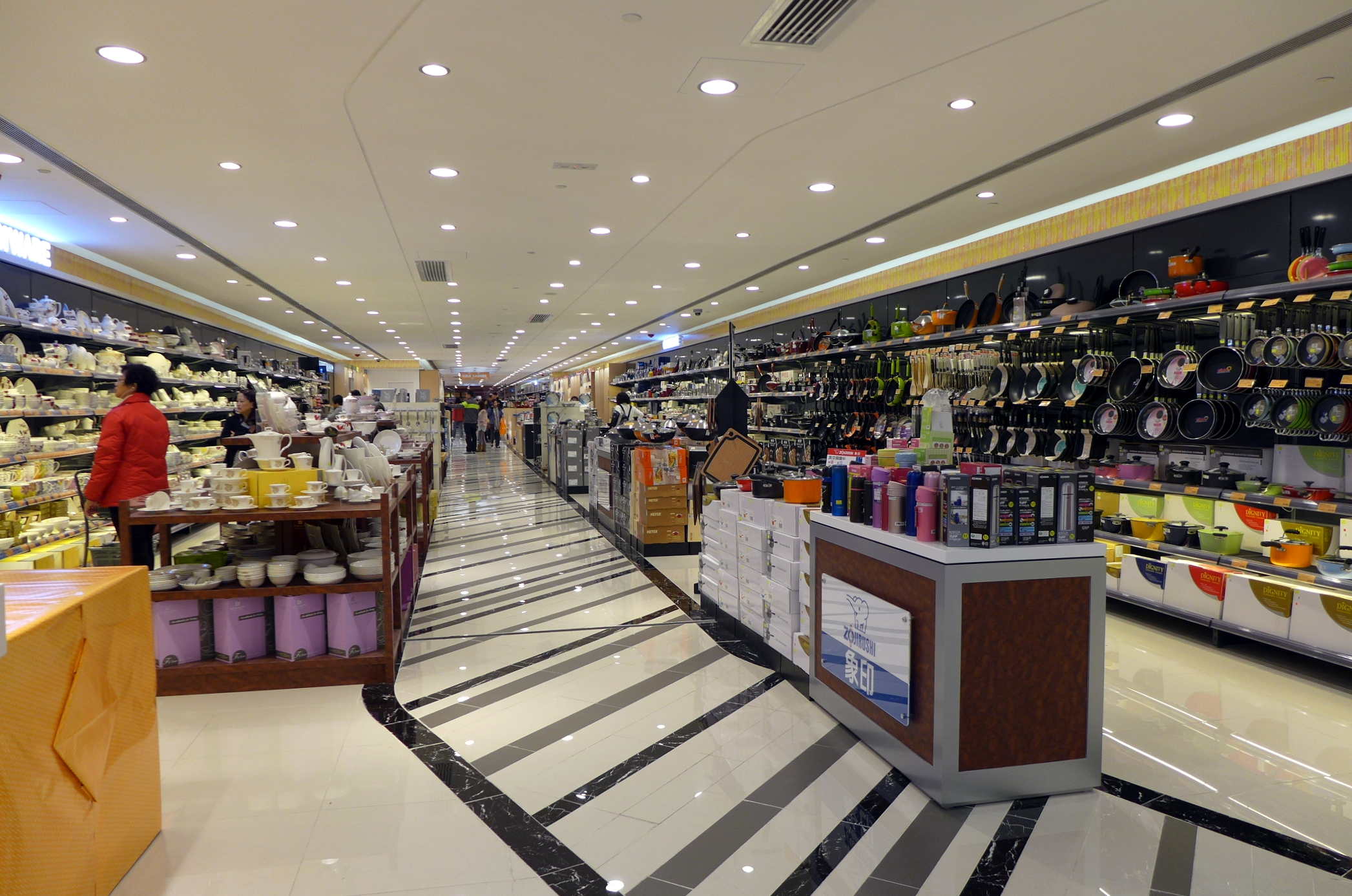
購物廊內日用品部
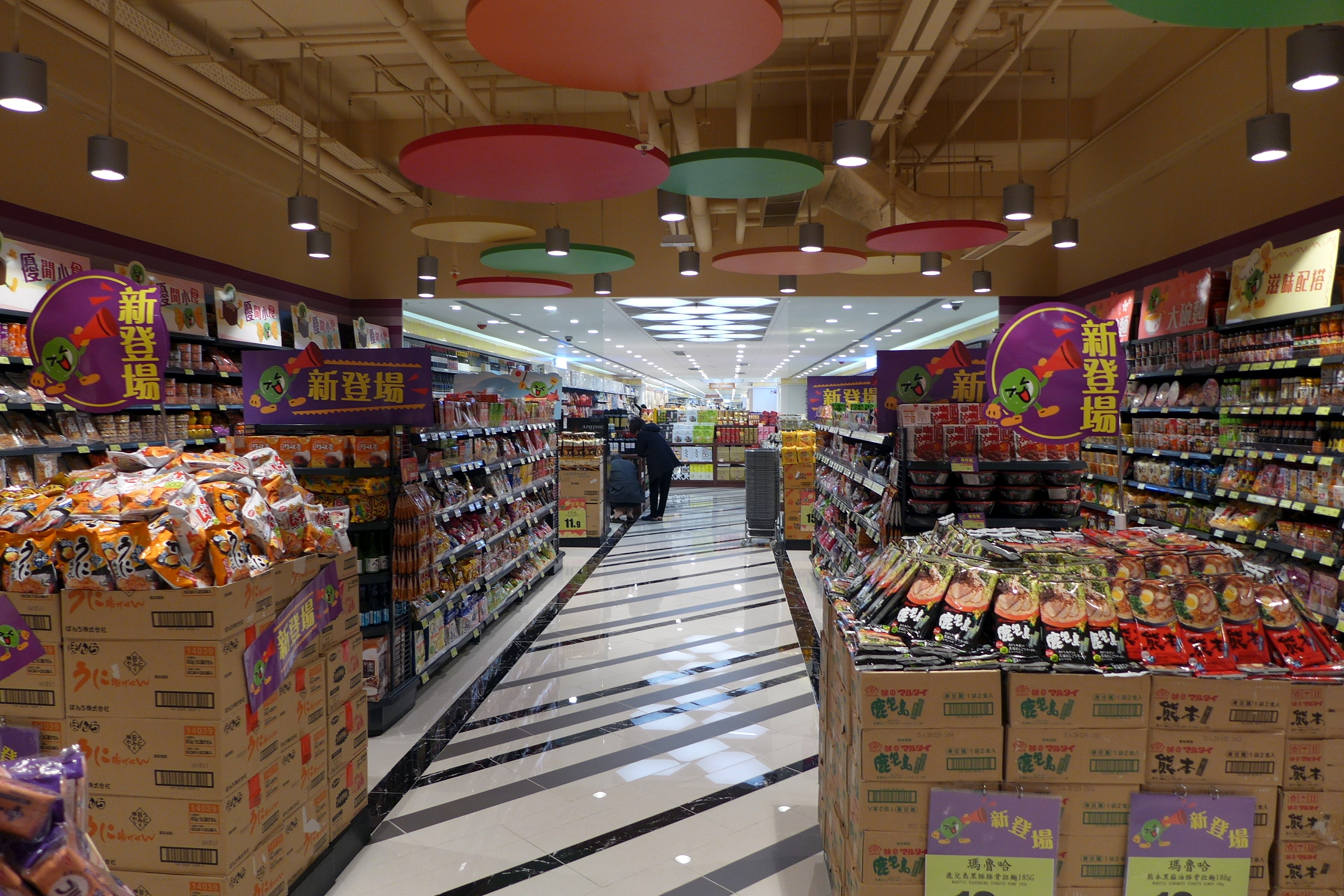
滋味佳零食店
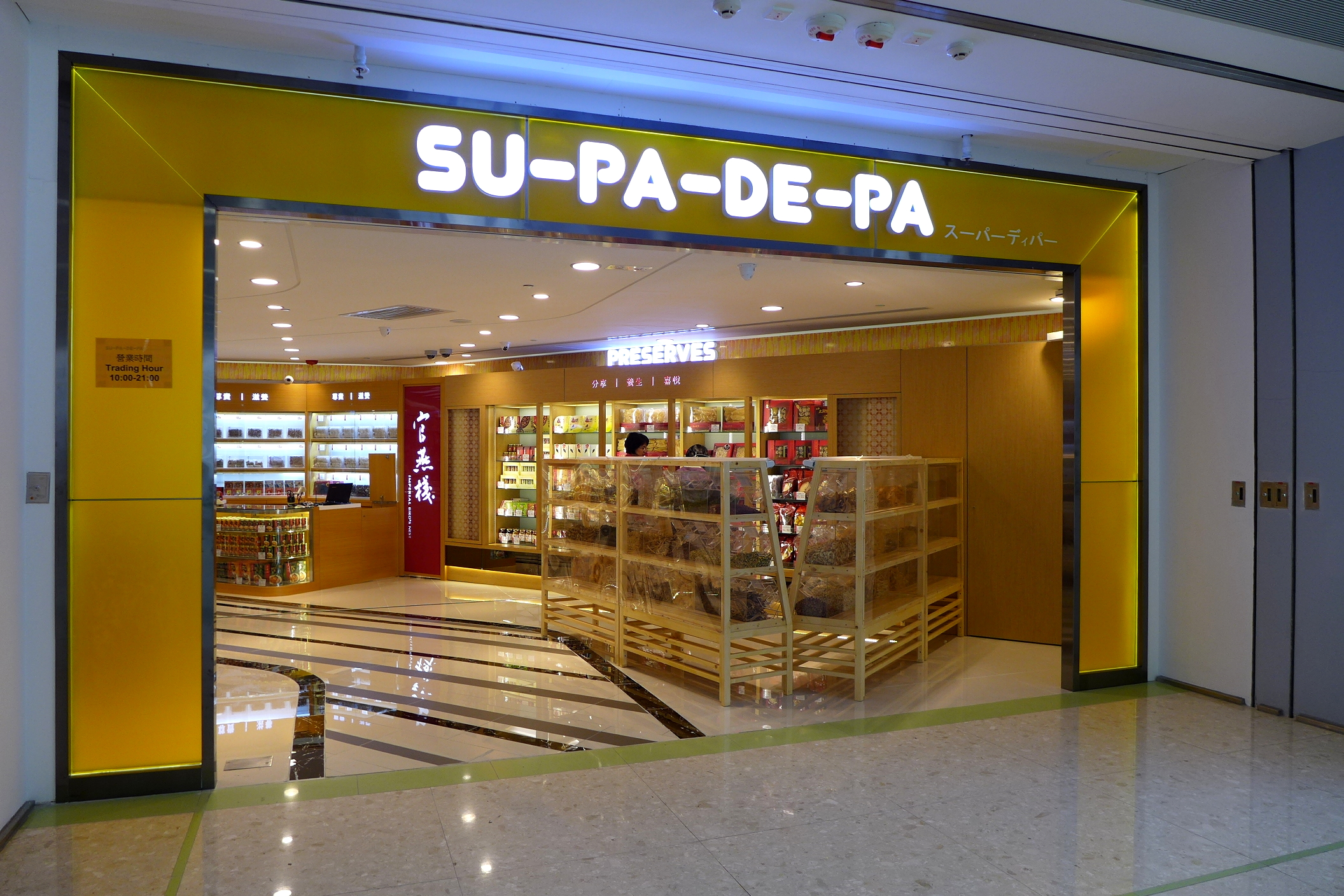
大本型購物廊油麗商場出入口

## 藝術裝置
商場希望遊人感到歡樂、創意、亙動等體驗；除了原有的建築設計元素外，同時邀請或尋找不同的藝術家所創作的不同藝術裝置，以增添商場氣氛與遊人體驗。
唯商場因各種理由而拆卸部份藝術裝置，因此下列為現存及已拆卸的藝術裝置，並按樓層順序列出：

### 《Polly Zeus》（已拆卸）

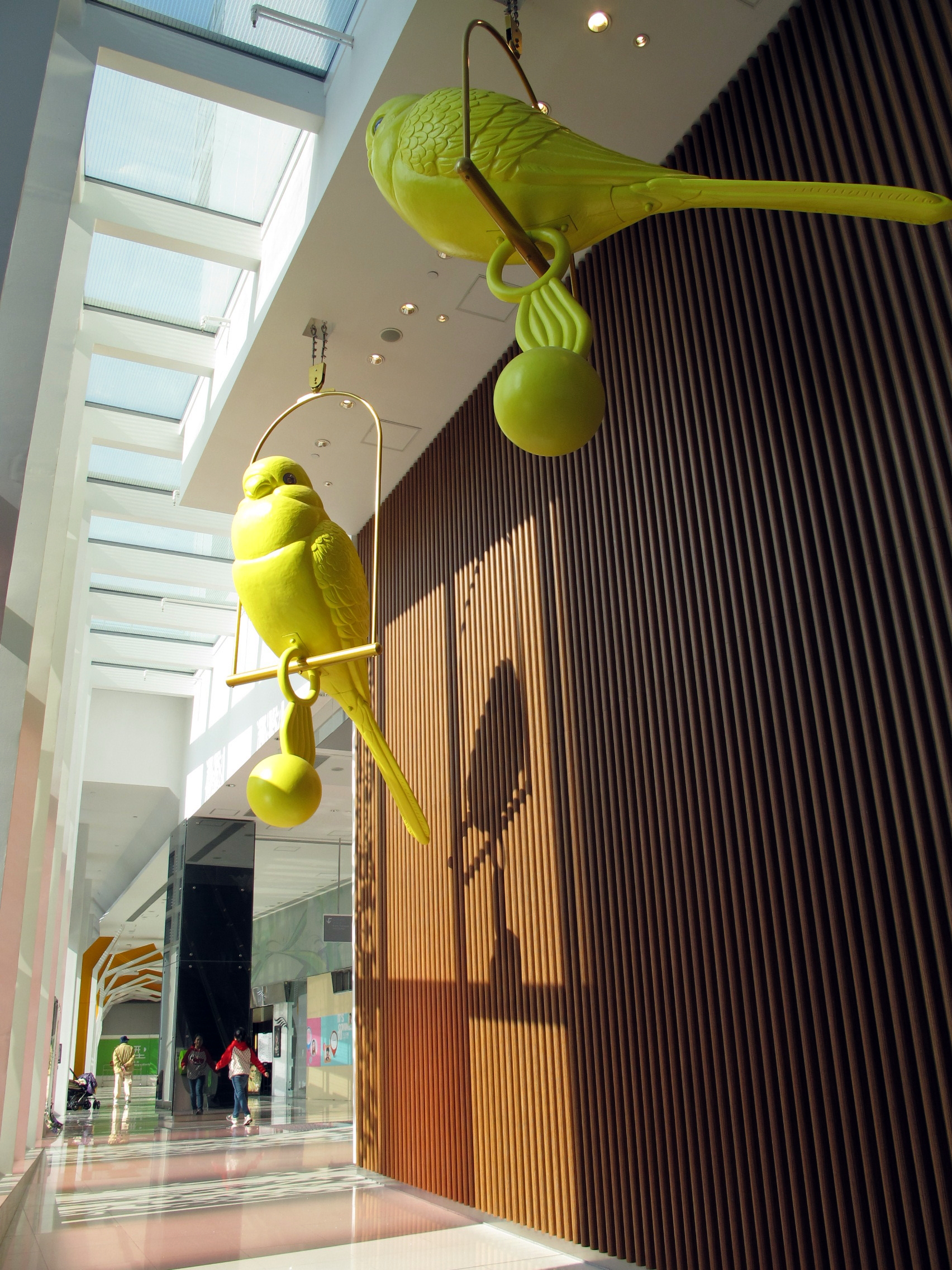
曾經設置在LG2層的《Polly Zeus》（1994）（已拆卸）

《Polly Zeus》是一對以黃色鸚鵡為造型的吊掛式藝術裝置，由京都造形藝術大學教授兼藝術家椿昇於1994年創作，而大本型所安裝的《Polly Zeus》是第一個在日本以外的城市設置。
據椿昇表示，《Polly Zeus》的存在是想表達出對「全球化消費行為」作出反諷；「Polly」是對鸚鵡的一個回應，同時加入「希臘神話」中的「宙斯」元素（「Zeus」正代表「宙斯」）。唯暫時未知道於大本型的版本是否有同樣意念。
此裝置曾經懸掛在LG2近「一粥麵」對開位置，同層可通往油塘站A出口。唯商場認為「此裝置有損壞、並難以修復」，因而拆卸此裝置。

### 《大本型全家》（已拆卸）
《大本型全家》是一系列以家庭為象徵的吉祥物雕塑，藝術家／設計師及創作年份不詳。它得以放置於商場每個出入口、甚至是放置空中花園的花圃（页面存档备份，存于），務求吸引顧客注意、拍照留念及停駐欣賞。
此雕塑在商場開業初期一直放置在商場不同角落，後來因為某些原因而被移走。

### 仿水晶燈裝飾（已拆卸）
商場曾經於扶手電梯中庭（近玻璃幕牆及升降機大堂）安裝由藝術家創作的仿水晶燈裝飾，唯因維修理由、該裝飾已被拆除。

### 《像素生活》（已停用）
《像素生活》由多塊電子落地屏幕組成，由藝術家李天倫於2012年創作，透過屏幕不但能觀看「像素」，更可以透過感應器依照人體互動而改變影像（唯該裝置已被封蓋，並暫停播放影像）；屏幕上的影像是由像素構成的四時、日夜、陰晴節氣等景象。
此裝置安裝於商場地下（較低部份）。

### 《回響》
《回響》由一組由紅銅物料製成的喇叭組成，由藝術家林嵐於2012年創作，透過喇叭會不時播放關於大自然的聲音、譬如雀鳥、昆蟲叫聲等聲音，務求讓遊人在等候或途徑洗手間期間感到舒適，同時亦呼應商場「創意」等體驗及概念。

### 《拼貼自然》
《拼貼自然》為一組以自然為主題的座立式藝術陶瓷浮雕裝置，由四位藝術家於2012年創作、分別為陳思光、黃麗貞、丘文彬 和 Zoe Coughlan。此裝置主要介紹與自然有關的知識和資訊，例如不同植物、昆蟲等，並以半立體陶瓷浮雕作為表達方式。據該裝置所描述，《拼貼自然》其中一面以壓模方式、配合不同釉色拼貼出大自然獨有色彩。另一面則以泥漿移印方式，展現植物在科學、文化、歷史和藝術與人類的關係。
該裝置目前位於天台空中花園內。唯隨年月遞增及受紫外線長期照射、該裝置漸漸褪色，然而仍可欣賞。

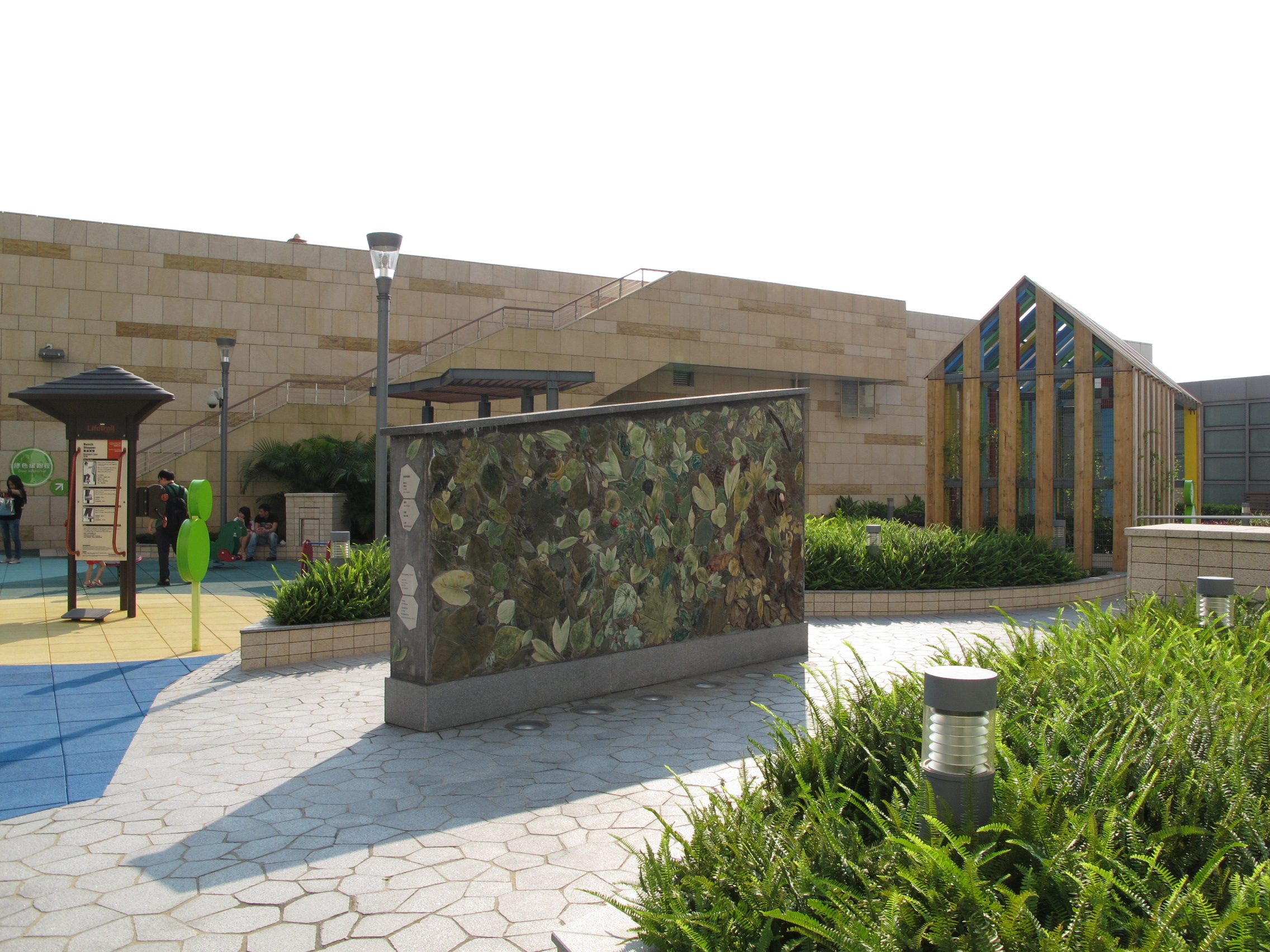
《拼貼自然》（2012）

## 週年慶祝活動
大本型會定期舉辦慶祝活動，例如邀請嘉賓、佈置裝飾、舉辦工作坊等，並提供消費等優惠。

### 1週年
商場於2013年舉辦開業一週年慶祝活動。

### 5週年
商場於2017年舉辦5週年慶祝活動，中庭的裝飾以聖誕樹和企鵝為主，以配合聖誕節的節日氣氛。

### 10週年
商場於2022年下旬舉辦10週年慶祝活動，包括邀請明星慶賀、舉辦抽獎、提供多個優惠、興趣班、聖誕手作市集等；由於臨近聖誕節，中庭的裝飾以聖誕為主題。
11月25日，房屋署署長王天予、房委會及其轄下商業樓宇小組委員會的委員及商戶代表在商場中庭為慶祝典禮主持儀式。

## 演出活動
Hotcha(張紋嘉、黎美言)(2020年)
姚焯菲

## 泊車優惠
在大本型或油麗商場消費，可以在大本型停車場、油翠苑停車場或者油麗商場停車場享用最多3小時免費泊車優惠。

## 獎項
2013年，大本型獲香港設施管理學會頒發卓越設施管理獎（商場類別）。
2014年，大本型再次獲得香港設施管理學會頒發卓越設施管理獎（商場類別）。
2015年，大本型獲香港建築師學會頒發兩岸四地建築設計大獎---商場丨步行街類別的優異奬。

## 場景拍攝
- 2018年香港吸煙與健康委員會廣告 - 煙害變種

## 交通

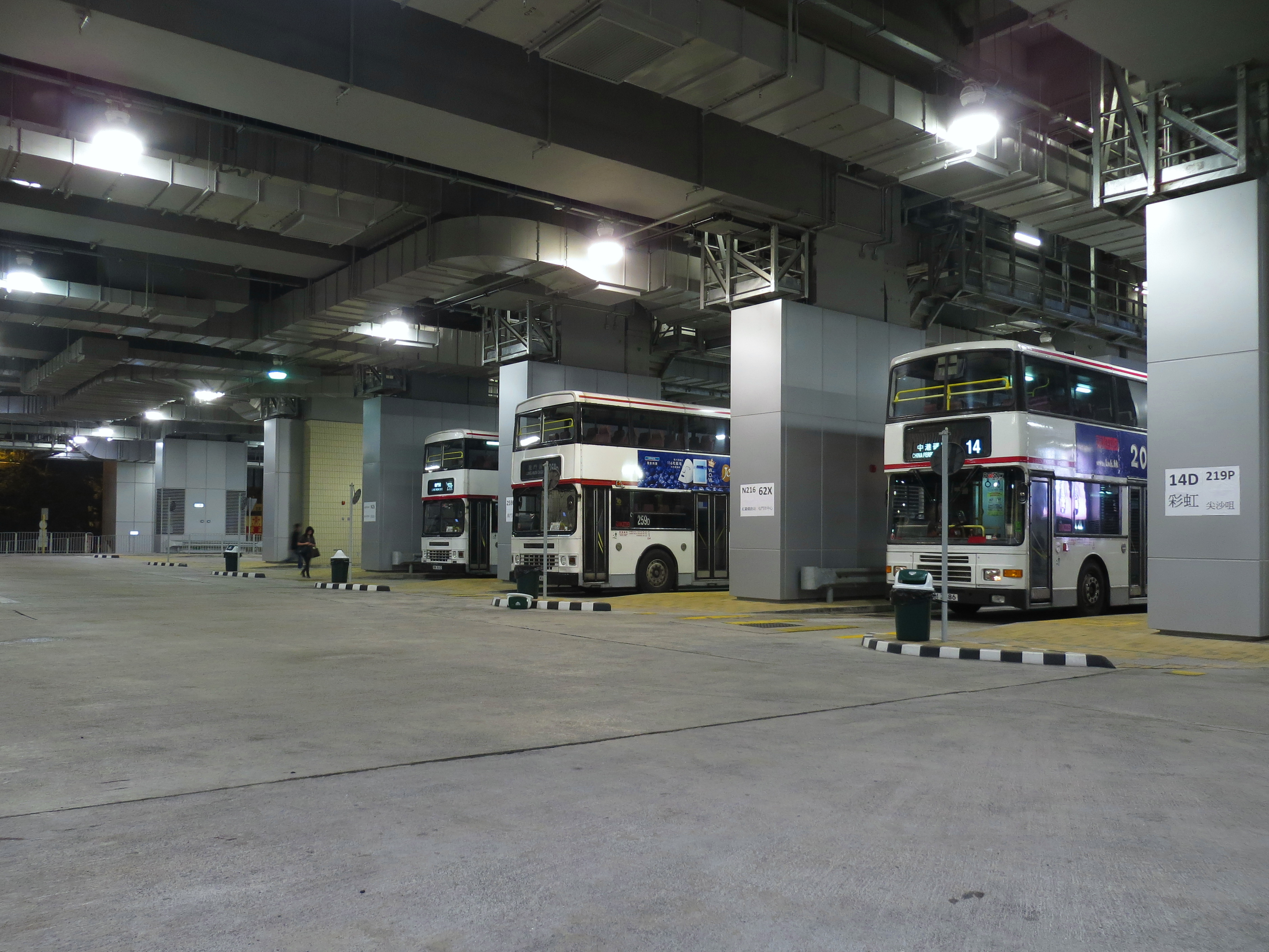
油塘公共運輸交匯處

## 附近建築/景點
私人屋苑／居者有其屋屋苑：
- 嘉賢居
- 鯉灣天下
- Ocean One
- 油塘中心
- 油翠苑
- 高俊苑
- 高宏苑（興建中）
- Peninsula East
- 海傲灣
- 蔚藍東岸
- 曦臺
- 朗譽
- 親海駅
- 港鐵油塘通風樓項目
- 東源街項目
- 油塘灣大型綜合發展項目
- 四山街8號項目
- 高曦苑（建築中）

公共屋邨：
- 油塘邨
- 鯉魚門邨
- 油麗邨
- 高怡邨
- 高翔苑（部份樓宇）

政府宿舍（原為居者有其屋屋苑）：
- 高翔苑（部份樓宇）
- 油美苑

其他建築/景點：
- 油塘工業區
- 聖雅各伯堂
- 三家村遊樂場
- 鯉魚門
  - 三家村避風塘
  - 三家村碼頭
  - 鯉魚門市政大廈
  - 三家村
  - 馬環村
  - 安里西村
  - 馬背村
  - 輋頂村
  - 賽馬會鯉魚門創意館（前海濱學校）
  - 鯉魚門天后廟
  - 魔鬼山炮台
  - 鯉魚門燈塔